# Gijón
Gijón (en asturiano: Xixón) es una ciudad española con la categoría histórica de villa. Se trata del único núcleo de población de la parroquia homónima. Su concejo —denominación que reciben los municipios en Asturias— es el más poblado de la comunidad autónoma, su población es de 268 561 habitantes (INE 2024).
Geográficamente, la ciudad y su término municipal se localizan junto a una bahía en la zona central de Asturias, a 28 km de Oviedo y 26 km de Avilés. Allí forman parte de una gran área metropolitana que abarca veinte concejos de la región. Esta área, vertebrada por una densa red de carreteras y ferrocarriles, contaba con una población de 835 053 habitantes en 2011, los cuales la convierten en la séptima de España. En la península ibérica, la villa y el concejo se sitúan en la parte central de la cornisa cantábrica y, a escala europea, en la zona sur del Arco Atlántico.
Desde su fundación en época romana, el desarrollo del núcleo urbano ha estado vinculado al de su puerto, que actualmente es líder en movimientos de graneles sólidos en España. Hasta fechas recientes, Gijón tuvo un carácter eminentemente industrial, lo que favoreció su gran crecimiento de los siglos XIX y XX. No obstante, durante las últimas décadas, la crisis de la siderurgia y el sector naval han llevado a la reconversión de su tejido productivo, transformando la ciudad en un centro turístico, universitario, comercial y de I+D+i. Así, además de contar con una red municipal de museos, alberga la Milla del Conocimiento Margarita Salas. Esta comprende el complejo cultural de la Universidad Laboral, un campus universitario y un parque científico y tecnológico.
La ciudad es conocida por antonomasia como «capital de la Costa Verde» y es asimismo capital de la provincia marítima de Gijón. Por el concejo discurre el Camino de Santiago en su ruta costera y en él tienen su sede el Consejo Consultivo del Principado de Asturias, la Radiotelevisión del Principado de Asturias y el Centro de Seguridad Marítima Integral de Salvamento Marítimo.
El concejo está regido por el Ayuntamiento de Gijón. Este organismo cuenta con un pleno conformado por 27 concejales y está presidido por la persona al frente de la alcaldía de Gijón, que desde 2023 es Carmen Moriyón (Foro Asturias) con el apoyo de PP y Vox.

## Toponimia
El origen del nombre de Gijón suscita desde hace tiempo un intenso debate entre los estudiosos. En fecha tan temprana como 1899, Miguel de Unamuno emitió ya su opinión, según la cual la palabra provendría del latín saxum «peñasco», lo cual tendría relación con las características geográficas del emplazamiento de la ciudad, cuyo núcleo primitivo se asentó en el gran promontorio que hoy se denomina cerro de Santa Catalina y en el que se ubica el casco histórico de Cimadevilla. Otras interpretaciones de la época buscan el origen del término en voces celtas como:
- gy: «agua» + om: «rodeada» (según Bullet);
- hitón: «gran hito» u »obra maestra» (según Uría)
- egi + gon: «sitio estrecho y recogido, alto y bueno» (según Becerro de Bengoa).

Basándose en el primitivo carácter de Gijón como asentamiento militar, Sánchez propone la palabra sessio, que aparece en expresiones como sessio legionis o in sessione legionum, teoría que reforzaría la presencia de unas «aras sestianas» o «aras sessianas» que algunos autores sitúan en la Campa Torres y Sánchez interpreta como «aras de la sessio» o «aras sessianas», es decir, «aras gijonesas». Otras explicaciones han buscado el origen del término en antropónimos como gegionus, gegion, segius (según Manzanares); sassonius (según Schulze) o hipotéticos *iaionus, *ieionus (según García Arias). Por otra parte, según sostiene el filólogo Xosé Lluis García Arias, la enormemente popular identificación de Gijón con la Gigia, citada por Ptolomeo, en realidad no tendría nada que ver con la urbe asturiana sino que correspondería a una población situada en lo que hoy es territorio leonés, quizá próxima al río Cea.
También cabe suponer que puesto que la ciudad fue fundada por la Legio VII Gemina deba de ahí su nombre.[cita requerida]

### Oficialidad
El Estatuto de Autonomía del Principado de Asturias prevé la protección, uso y promoción de la lengua asturiana en la comunidad autónoma. La Ley 1/1998, de 23 de marzo, de uso y promoción del bable/asturiano desarrolló la anterior norma y dispuso que los topónimos de la región tendrían la denominación oficial en su forma tradicional. Posteriormente, y siguiendo los pasos descritos por el Decreto 98/2002, de 18 de julio, por el que se establece el procedimiento de recuperación y fijación de la toponimia asturiana, el Gobierno de la comunidad autónoma oficializó los nombres vernáculos de todos los núcleos de población del concejo de Gijón. Así, por ejemplo, el topónimo de la capital municipal pasó a ser bilingüe: «Gijón/Xixón». No obstante, el Decreto 98/2002 indica que para la alteración de la denominación de los concejos deberá
tramitarse un expediente conforme a lo dispuesto en la Ley 7/1985, de 2 de abril, reguladora de las Bases del Régimen Local. Según esta última norma, los cambios de denominación de los municipios españoles solo tendrán carácter oficial cuando se publiquen en el Boletín Oficial del Estado. Dado que esto aún no ha sucedido para Gijón, a día de hoy el nombre castellano es el único oficial para el concejo.

## Símbolos
El escudo de Gijón, de cuyo uso se tiene constancia desde 1649, representa a Don Pelayo, primer rey de Asturias, sosteniendo una espada en su mano derecha y la Cruz de la Victoria prolongada con un báculo en la mano izquierda. La leyenda vincula a Don Pelayo con Munuza, quien fuera gobernador musulmán de Gijón y con quien entró en lucha ofendido por el matrimonio no consentido entre el gobernador y la hermana de este. Preside el conjunto la corona real española.
La bandera de Gijón es rectangular, de un largo igual a tres medios su ancho, blanca, tiene un ribete rojo en sus cuatro lados de un ancho equivalente a un sexto de su largo y lleva el escudo municipal en el centro en versión polícroma. Tiene su origen en la matrícula asignada a la provincia marítima de Gijón por el Gobierno de España ―Real Decreto de 30 de julio de 1845―.

## Geografía
Gijón está situado al norte de la península ibérica, en el centro de la costa cantábrica de Asturias, en España, sobre una rasa litoral en las estribaciones de la cordillera Cantábrica. Forma parte de la vertiente hidrográfica cantábrica y su punto más alto es la Peña de los Cuatro Jueces a 662 m s. n. m., en tanto que el punto más alto de la zona urbana está en el barrio de Ceares y se sitúa a 59 m s. n. m. El término municipal de Gijón tiene una superficie de 182,1 km² y una forma vagamente rectangular. La ciudad, que ocupa una superficie aproximada de 13,9 km², está situada en el tramo costero central del concejo, en una bahía dividida por el cerro de Santa Catalina sobre el que se sitúa Cimadevilla, el núcleo primigenio de la ciudad actual y que separa la playa de San Lorenzo al este, del puerto deportivo, las playas de Poniente y Arbeyal, los astilleros y el puerto de El Musel, al oeste.
El término municipal de Gijón limita con los siguientes concejos: Carreño al noroeste, Corvera al oeste, Llanera al suroeste, Siero al sur y Villaviciosa al este. Con Sariego sus límites llegan a unirse en un pequeño punto correspondiente a la Peña de los Cuatro Jueces, así llamada por constituir la confluencia de los concejos de Gijón, Villaviciosa, Sariego y Siero.
| Noroeste: Carreño          | Norte: Mar Cantábrico | Nordeste: Mar Cantábrico |
| Oeste: Corvera de Asturias |                       | Este: Villaviciosa       |
| Suroeste: Llanera          | Sur: Siero            | Sureste: Sariego         |

Ortofotomapas de Gijón
Gijón - Centro
Gijón - Este
Gijón - Oeste
Gijón - Sur

### Hidrografía

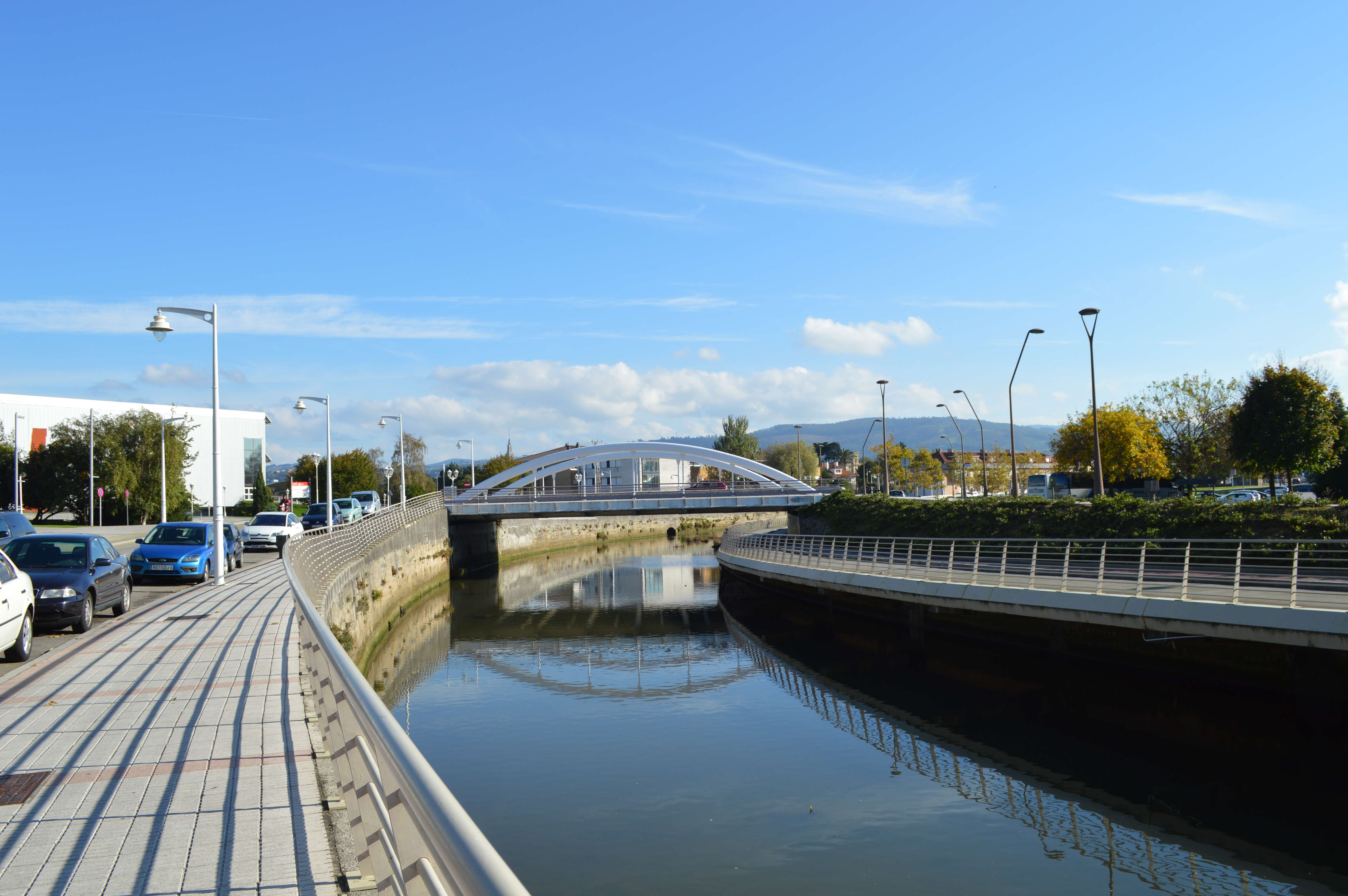
El río Piles está canalizado en gran parte de su transcurso urbano

Gijón forma parte de la vertiente hidrográfica cantábrica. Los ríos más destacables del concejo son el río Aboño y el Piles.
El río Aboño es el de mayor tamaño y caudal. Nace en el Alto de la Miranda (Llanera) y desemboca en el límite entre el concejo de Gijón y el de Carreño formando así la ría de Aboño, fuertemente industrializada en las últimas décadas. Este río se encuentra embalsado a la altura de Tacones, al oeste del concejo al lado de la autopista A-66, y sirve de abastecimiento de la empresa ArcelorMittal. El principal afluente del Aboño es el río Pinzales, de similar importancia hidrológica. El Pinzales nace en el concejo de Siero y atraviesa el concejo de Gijón de sur a norte.
El río Piles, de gran importancia por atravesar parte del casco urbano de la ciudad, es un río corto y de caudal escaso cuyos 10 o 15 kilómetros transcurren íntegramente dentro de los límites del municipio, atravesando la parte este de la ciudad hasta desembocar en la playa de San Lorenzo.
Existen otros riachuelos y arroyos menores (Peñafrancia, Santurio, San Miguel, Tremañes, Cutis, Pilón, etc), de los cuales el más importante es el de la Ñora, que forma un tramo de la frontera con el concejo de Villaviciosa y desemboca en la playa del mismo nombre.

### Clima

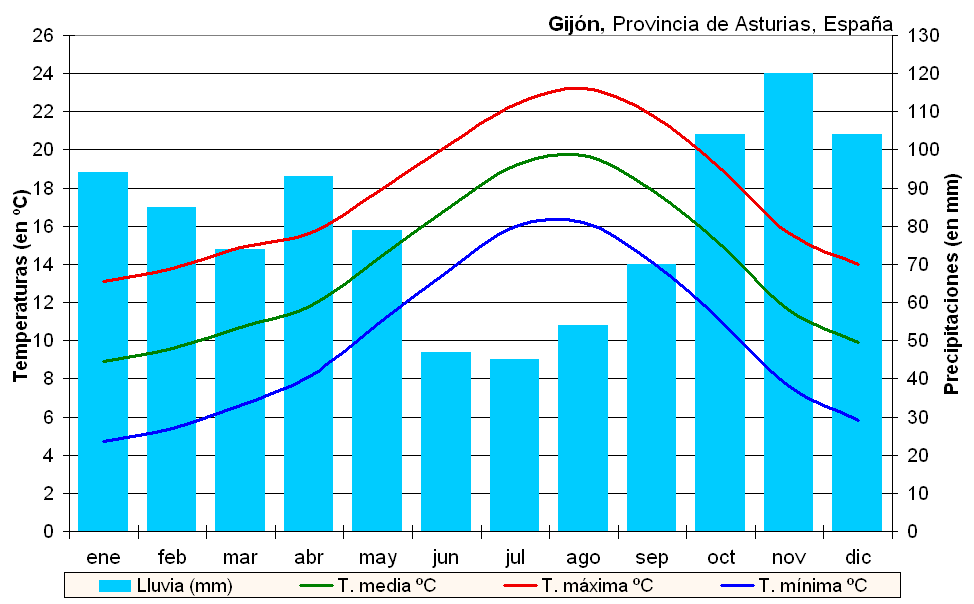
Climograma de Gijón

El clima de Gijón, determinado por la presencia del mar y la baja altitud del concejo, es un clima oceánico, con abundantes precipitaciones desde el otoño hasta los primeros días de la primavera, y un tiempo más estable y cálido en verano. Según los datos ofrecidos por la Agencia Estatal de Meteorología para la estación meteorológica de Gijón (período 1971-2000), la media del mes más frío (enero) fue de 8,9 °C, la media del mes más cálido (agosto) fue de 19,7 °C y la temperatura media anual es de 13,8 °C (media anual de máximas: 17,6 °C; media anual de mínimas: 9 °C). La nieve cubre ocasionalmente en el invierno los montes del concejo que rodean la ciudad y llega de forma esporádica al centro de la ciudad, con una media de un día de nieve anual.
La precipitación media anual es de 920 l/m². Ello se debe al denominado efecto de ladera, según el cual las lluvias más intensas se localizan en las zonas más altas y las mínimas en zonas costeras del centro y el occidente. Coincidiendo con la época de menos lluvias se dan situaciones de aridez y sequía (el 11 % de los meses hay aridez y el 9 % el déficit hídrico es grave).
Los vientos son esporádicos y estacionales. En invierno soplan preferentemente del sureste, templados y cálidos, a causa de la retirada hacia el sur del anticiclón de las Azores, con lo que las borrascas atlánticas siguen una trayectoria más meridional. En verano la situación se invierte, predominando vientos del nordeste, fríos y secos.
| Parámetros climáticos promedio de observatorio del Puerto de Gijón ( 5 m s. n. m. ) (periodo de referencia: 2001-2020, extremos: 2001-presente) | Parámetros climáticos promedio de observatorio del Puerto de Gijón ( 5 m s. n. m. ) (periodo de referencia: 2001-2020, extremos: 2001-presente) | Parámetros climáticos promedio de observatorio del Puerto de Gijón ( 5 m s. n. m. ) (periodo de referencia: 2001-2020, extremos: 2001-presente) | Parámetros climáticos promedio de observatorio del Puerto de Gijón ( 5 m s. n. m. ) (periodo de referencia: 2001-2020, extremos: 2001-presente) | Parámetros climáticos promedio de observatorio del Puerto de Gijón ( 5 m s. n. m. ) (periodo de referencia: 2001-2020, extremos: 2001-presente) | Parámetros climáticos promedio de observatorio del Puerto de Gijón ( 5 m s. n. m. ) (periodo de referencia: 2001-2020, extremos: 2001-presente) | Parámetros climáticos promedio de observatorio del Puerto de Gijón ( 5 m s. n. m. ) (periodo de referencia: 2001-2020, extremos: 2001-presente) | Parámetros climáticos promedio de observatorio del Puerto de Gijón ( 5 m s. n. m. ) (periodo de referencia: 2001-2020, extremos: 2001-presente) | Parámetros climáticos promedio de observatorio del Puerto de Gijón ( 5 m s. n. m. ) (periodo de referencia: 2001-2020, extremos: 2001-presente) | Parámetros climáticos promedio de observatorio del Puerto de Gijón ( 5 m s. n. m. ) (periodo de referencia: 2001-2020, extremos: 2001-presente) | Parámetros climáticos promedio de observatorio del Puerto de Gijón ( 5 m s. n. m. ) (periodo de referencia: 2001-2020, extremos: 2001-presente) | Parámetros climáticos promedio de observatorio del Puerto de Gijón ( 5 m s. n. m. ) (periodo de referencia: 2001-2020, extremos: 2001-presente) | Parámetros climáticos promedio de observatorio del Puerto de Gijón ( 5 m s. n. m. ) (periodo de referencia: 2001-2020, extremos: 2001-presente) | Parámetros climáticos promedio de observatorio del Puerto de Gijón ( 5 m s. n. m. ) (periodo de referencia: 2001-2020, extremos: 2001-presente) |
| Mes | Ene. | Feb. | Mar. | Abr. | May. | Jun. | Jul. | Ago. | Sep. | Oct. | Nov. | Dic. | Anual |
| --- | --- | --- | --- | --- | --- | --- | --- | --- | --- | --- | --- | --- | --- |
| Temp. máx. abs. (°C) | 23.4 | 24.9 | 27.4 | 29.0 | 35.0 | 31.3 | 29.9 | 32.4 | 31.6 | 30.4 | 27.0 | 24.4 | 35.0 |
| Temp. máx. media (°C) | 13.9 | 13.8 | 15.1 | 16.1 | 18.0 | 20.5 | 22.7 | 23.4 | 22.0 | 19.9 | 16.3 | 14.7 | 18.0 |
| Temp. media (°C) | 10.8 | 10.6 | 11.8 | 13.2 | 15.2 | 17.9 | 20.0 | 20.5 | 19.0 | 16.7 | 13.2 | 11.3 | 15.0 |
| Temp. mín. media (°C) | 7.6 | 7.2 | 8.5 | 10.2 | 12.3 | 15.3 | 17.3 | 17.7 | 16.0 | 13.4 | 10.1 | 8.0 | 12.0 |
| Temp. mín. abs. (°C) | -0.2 | 0.0 | -0.5 | 4.1 | 5.4 | 9.4 | 11.5 | 12.8 | 9.0 | 4.8 | 2.0 | 0.0 | -0.5 |
| Precipitación total (mm) | 111 | 92 | 86 | 75 | 62 | 59 | 34 | 48 | 56 | 96 | 135 | 118 | 982 |
| Días de precipitaciones (≥ 1 mm) | 14.1 | 11.4 | 11.3 | 11.7 | 9.5 | 7.5 | 5.9 | 7.2 | 6.9 | 10.4 | 13.9 | 12.4 | 122.3 |
| Días de nevadas (≥ 0.01 mm) | 0.2 | 0.1 | 0.0 | 0.0 | 0.0 | 0.0 | 0.0 | 0.0 | 0.0 | 0.0 | 0.1 | 0.1 | 0.4 |
| Humedad relativa (%) | 73 | 71 | 73 | 75 | 76 | 78 | 77 | 75 | 77 | 75 | 74 | 72 | 75 |
| Fuente: Agencia Estatal de Meteorología | | | | | | | | | | | | | |

### Problemas de polución atmosférica
Gijón es una de las ciudades españolas con mayor contaminación por partículas PM10, según el Observatorio de sostenibilidad. En concreto, se sitúa en el puesto 15.º de ciudades españolas con mayor concentración de estas partículas, con una media de 24,567 ppm. La ciudad además suele superar cada año sus niveles de polución por estas partículas, que son uno de los contaminantes más mortales. La contaminación atmosférica se concentra especialmente en el Distrito Oeste de la ciudad debido a la gran presencia de industrias en la zona. El Ayuntamiento de Gijón cuenta con un Plan del Aire, que se activa para reducir los picos más intensos de polución. Las empresas más contaminantes son ArcelorMittal, la Autoridad Portuaria de Gijón (puerto de El Musel) y la fábrica de cementos Tudela Veguín de Aboño.
Un estudio del Instituto de Salud Global de Barcelona concluyó que la contaminación atmosférica en Gijón es causante de cerca de 300 muertes prematuras al año. De esas, 76 podrían evitarse simplemente siguiendo las recomendaciones de la Organización Mundial de la Salud, mientras que el resto se obtienen de equiparar la situación de Gijón a la de las ciudades menos contaminadas. Está comprobada la relación entre la contaminación y los ingresos hospitalarios relacionados con afecciones respiratorias. Las protestas del movimiento vecinal y ecologista gijonés son frecuentes.
Ecologistas en Acción llegó, en un estudio de 2023, a la conclusión de que hasta tres colegios de Gijón «sufren contaminación del tráfico por encima del límite legal». Las mediciones se realizaron en enero y febrero de dicho año. En concreto, en el entorno de los centros escolares Corazón de María, La Asunción y Santa Olaya se superaron los 40 microgramos por metro cúbico de dióxido de nitrógeno. Se trata de un contaminante procedente del tráfico. En total, sólo tres colegios de toda la ciudad cuentan en su entorno con concentraciones de esta sustancia inferiores a los 20 microgramos, y ninguno por debajo de los 10, que es lo recomendado por la OMS.
Un estudio publicado en The Lancet Planetary Health situó a Gijón como la cuarta ciudad europea con más mortalidad relacionada con la falta de espacios verdes. El informe tuvo en cuenta parámetros como las emisiones, la calidad del aire o la mortalidad.

## Demografía
Gijón cuenta con una población de 268 561 habitantes (INE 2024).
| Gráfica de evolución demográfica de Gijón entre 1842 y 2022                                                         |
| |
| Población de derecho según los censos de población del INE Población de hecho según los censos de población del INE |

Gijón es la sexta ciudad más envejecida de España. En 2022 se situaba en la cuarta posición con el 26,9 % de la población de 65 años o más.
La población municipal creció de manera notable a lo largo del siglo XX, especialmente en los años 1960 y 1970 periodo en el que se duplicó. A partir de la década de 1990 el crecimiento se estancó, al igual que sucedió a nivel nacional, si bien debido a la inmigración, proveniente tanto de otros concejos de Asturias como del resto de España, así como la inmigración del extranjero, el padrón volvió a crecer de forma significativa en los primeros años del siglo XXI. En 1828 contaba con 6260 habitantes según el Diccionario geográfico-estadístico de España y Portugal de Sebastián Miñano.
Según el nomenclátor de 2022 la población del concejo se reparte en 22 parroquias (entidades colectivas de población). El número de parroquias ha descendido debido al crecimiento de la villa de Gijón desde los años 1960, que hizo que se le incorporaran los núcleos de la parroquia de Tremañes, en el padrón de 1981, y los de Jove, Roces y Somió, en el de 1986. Todo ello a pesar de que las densidades de población de dichas parroquias en el momento de la incorporación no pudieran considerarse como urbanas y, por tanto, no justificaran su inclusión.
| Parroquia | Población | Superficie (km²) | Parroquia  | Población | Superficie (km²) | Parroquia | Población | Superficie (km²) |
| --------- | --------- | ---------------- | ---------- | --------- | ---------------- | --------- | --------- | ---------------- |
| Baldornón | 176       | 7,30             | Fresno     | 504       | 4,00             | Porceyo   | 735       | 5,59             |
| Bernueces | 1162      | 4,80             | Granda     | 663       | 2,80             | Ruedes    | 115       | 3,60             |
| Cabueñes  | 1516      | 5,90             | Huerces    | 347       | 5,29             | Santurio  | 274       | 3,40             |
| Caldones  | 456       | 9,59             | Lavandera  | 354       | 5,50             | Serín     | 289       | 15,10            |
| Cenero    | 1482      | 23,89            | Leorio     | 420       | 7,20             | Tacones   | 131       | 7,99             |
| Deva      | 699       | 9,69             | La Pedrera | 845       | 5,79             | Vega      | 3439      | 4,00             |
| Fano      | 232       | 4,50             | Poago      | 196       | 2,90             | Veriña    | 680       | 1,50             |
| Gijón     | 252 991   | 41,27            |            |           |                  |           |           |                  |

## Historia

### Prehistoria

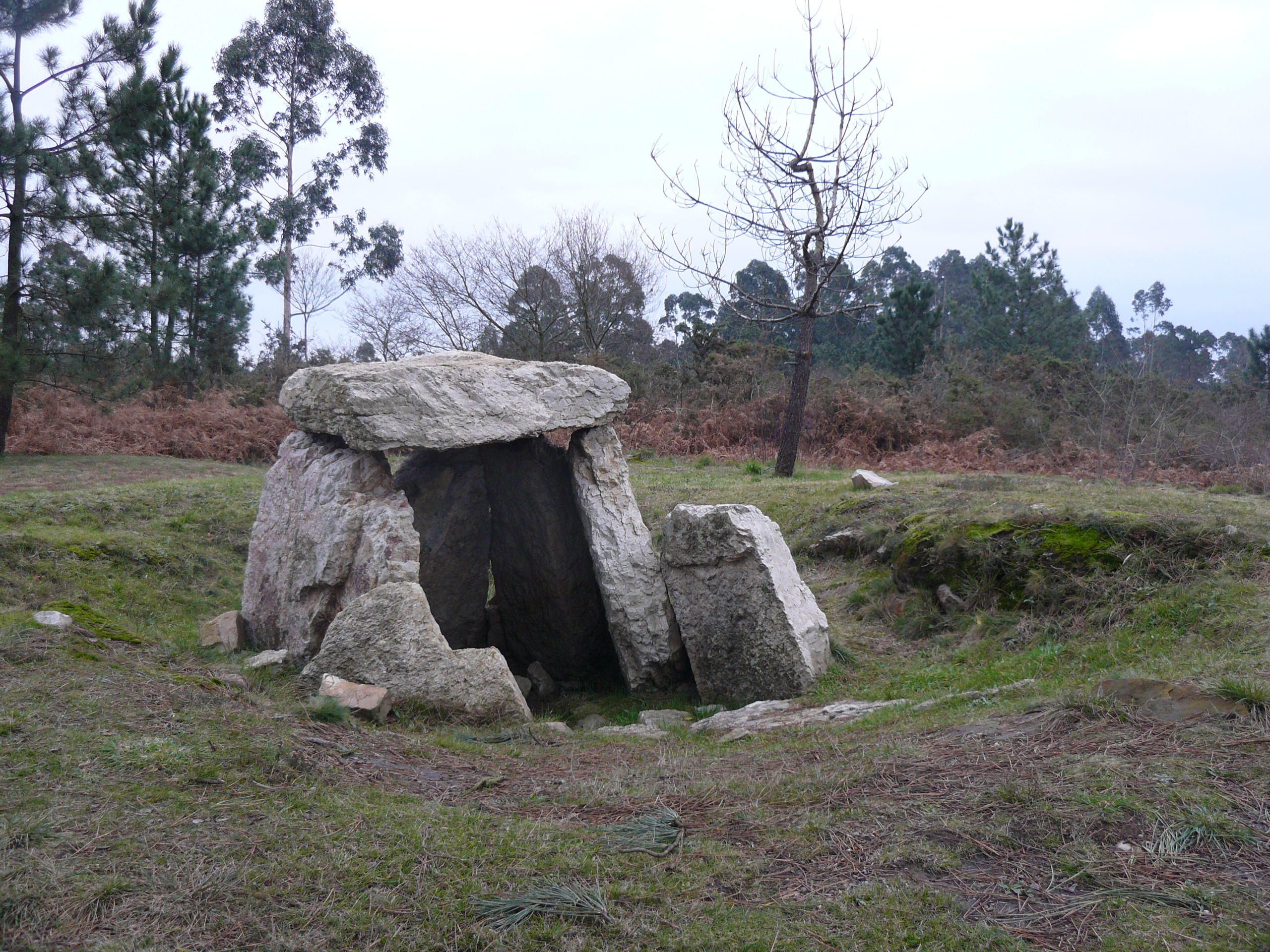
Dolmen en la necrópolis del Monte Areo

Los más antiguos testimonios de presencia humana en lo que hoy conocemos como concejo de Gijón datan del Mesolítico y consisten en instrumentos de piedra llamados «picos asturienses», hallados en la desembocadura del río Piles y en Tremañes. Estas herramientas permitían arrancar de las rocas moluscos como las lapas, los cuales formaban parte de la dieta de los primeros habitantes de la zona.
Más adelante, en el Neolítico, se construyeron en el monte Deva una serie de túmulos (primitivos enterramientos) y en el monte Areo un conjunto dolménico considerado como uno de los más importantes de la costa Cantábrica. En 1990, unas prospecciones arqueológicas permitieron sacar a la luz 30 dólmenes, repartidos en dos sectores diferentes: Los Llanos y Les Huelgues de San Pablo, que según algunos expertos están agrupados en un «cierto orden monumental». Sucesivas campañas arqueológicas han permitido el estudio de un túmulo en el área de San Pablo y otros dos en la zona de Los Llanos. De tipología diferenciada, dos de ellos presentan cámaras de planta rectangular y otro, trapezoidal con un pequeño corredor precediéndolo. Este último es un caso interesante, ya que no es frecuente encontrar dólmenes de corredor en el área del Cantábrico. Este conjunto dolménico está datado en el 5000 a. C. Estos monumentos megalíticos indicarían que en el actual concejo gijonés existía una importante población fija, que tenía como objetivo la demarcación del territorio que cada uno consideraba propio.

### Edad Antigua

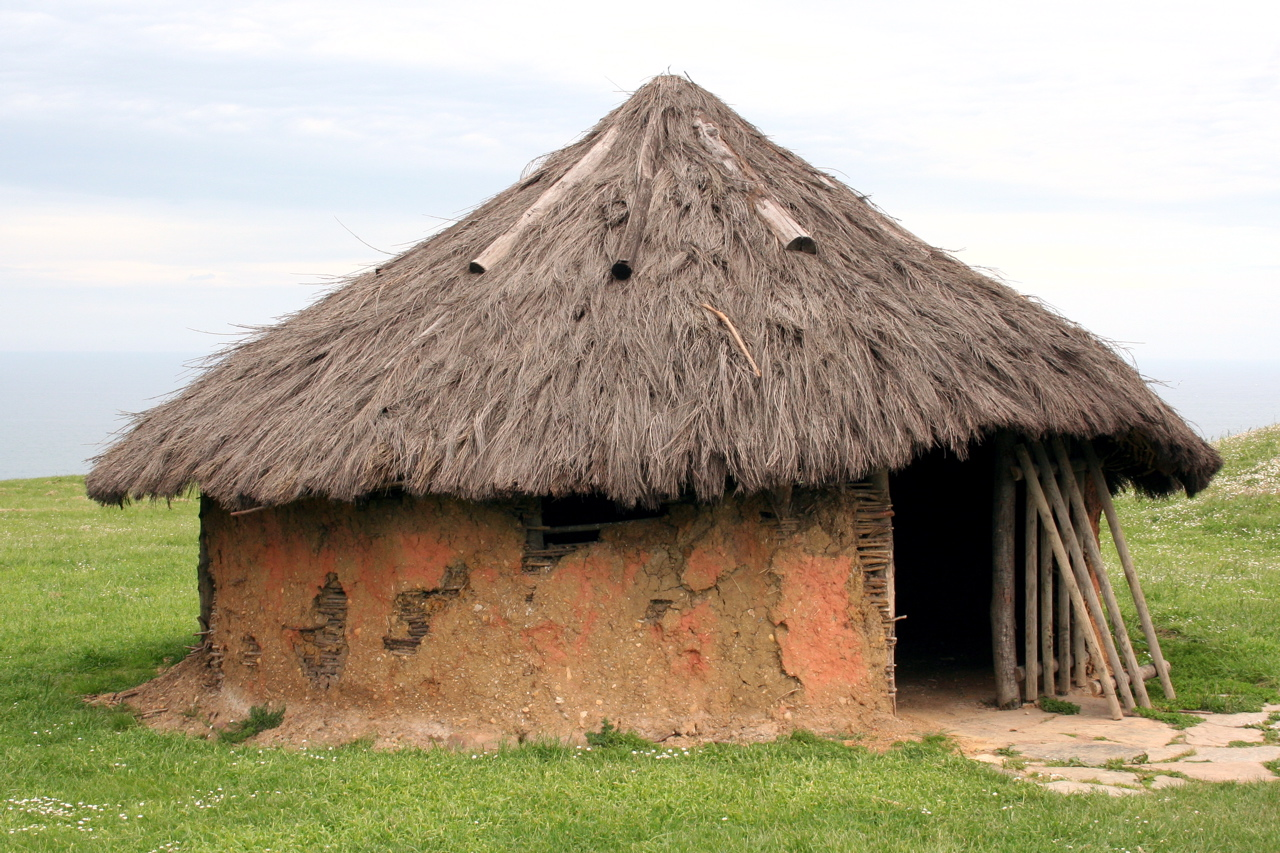
Recreación de una vivienda astur prerromana en la Campa Torres

No se tienen noticias de asentamientos permanentes en el concejo hasta la aparición de los castros. El más conocido de estos poblados fortificados es el situado en la Campa Torres (Noega), con su origen en los siglos VI y V a. C., poblado por astures de la gens de los cilúrnigos y posteriormente romanizado al tratarse de un perfecto candidato para acoger temporalmente efectivos militares tras la conquista. En cambio, algunos autores opinan que debió existir algún tipo de población de carácter autóctono en el lugar que ocupa actualmente la ciudad, aunque no existen datos fidedignos que apoyen estas suposiciones.

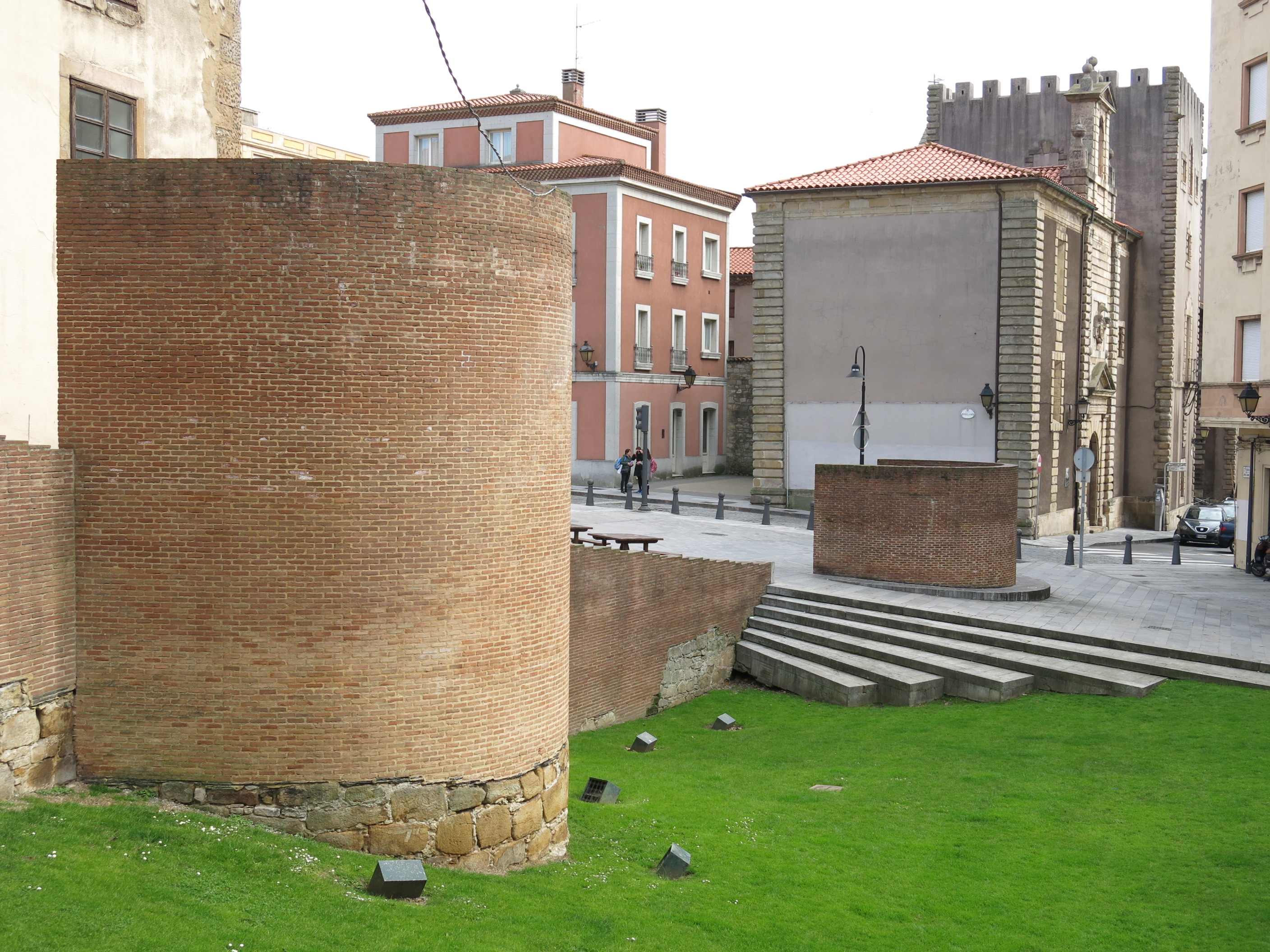
Reconstrucción volumétrica de la muralla romana en Cimadevilla

El castro de Noega fue progresivamente abandonado como consecuencia de la fundación en el siglo I d. C. de un nuevo asentamiento romano a los pies del cerro de Santa Catalina, en el actual barrio de Cimadevilla. Este se convirtió en un importante puerto estratégico en la ruta marítima del Cantábrico y un centro regional o caput ciutatis que alcanzó su esplendor en el Bajo Imperio. Las investigaciones arqueológicas realizadas en el casco urbano a partir de la década de 1980 han descubierto y documentado los restos de termas (siglo I a II d. C.), murallas (siglo III a IV), viviendas, aljibes y una fábrica de salazones, entre otros hallazgos. Entre los vestigios de ocupación romana encontrados en el concejo destaca una gran villa del siglo IV en Veranes que conserva la parte residencial o pars urbana y la de servicios o pars rustica.
Sin embargo, la existencia de una ciudad ha sido cuestionada por algunos historiadores, quienes interpretan que el poblamiento romano del cerro se corresponde con una villa con unos baños asociados y que potenció su actividad económica con una pesquería. La fortificación se correspondería con su transformación en un puesto defensivo militar.

### Edad Media y Moderna

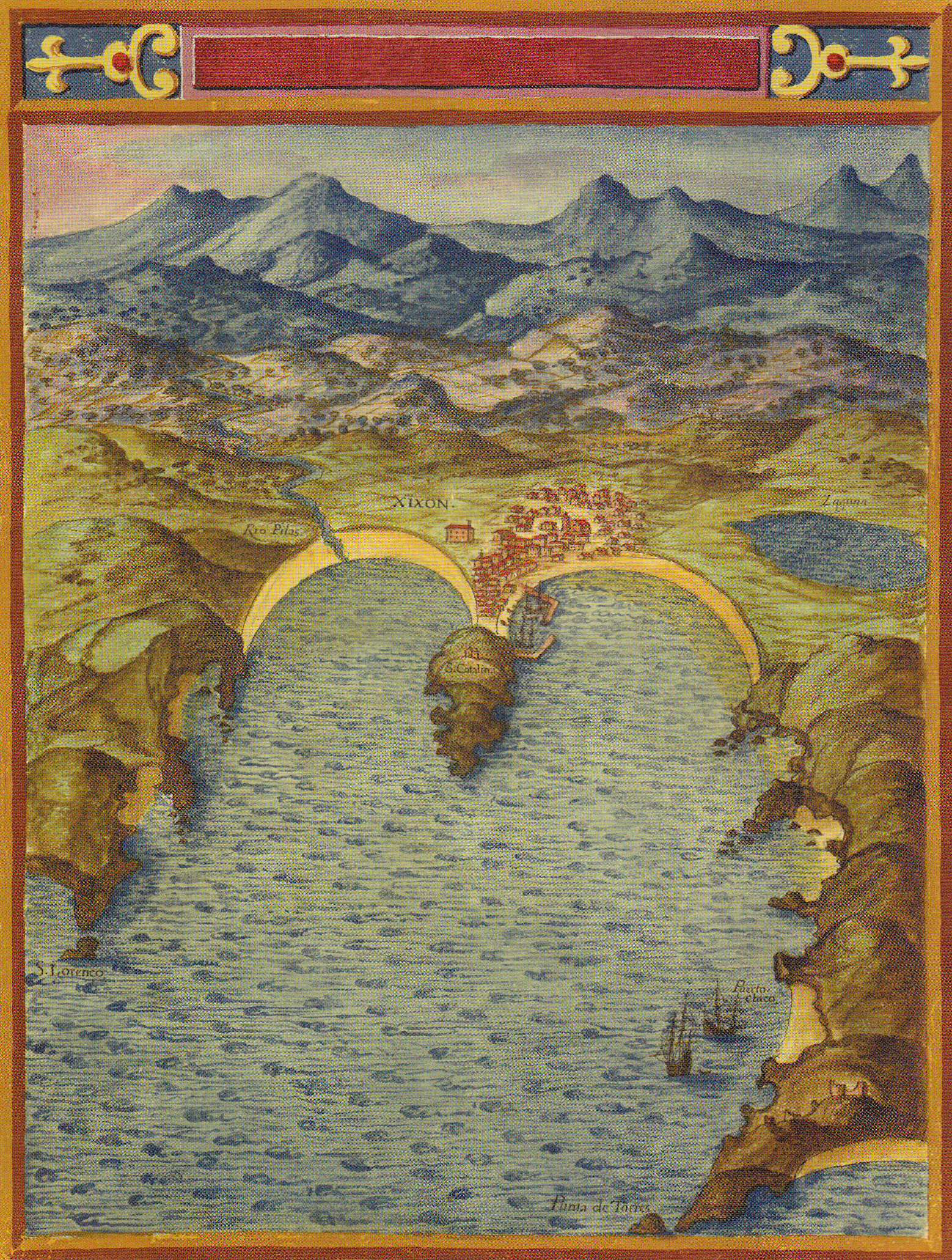
Vista del puerto de Xixon de Pedro Teixeira, 1634. Una de las primeras representaciones de Gijón

Tras la romanización hubo una época muy oscura, la cual transcurrió desde el fin del control romano hasta la llegada de los musulmanes. De hecho, el paso a la época medieval estuvo marcado por la pérdida progresiva de las funciones urbanas provocado por el colapso de la civilización romana. Las construcciones romanas son reaprovechadas para nuevas funciones. Así, se ha documentado el uso del complejo termal como lugar de habitación y de espacio funerario asociado a la iglesia de San Pedro, y en la zona rural del concejo la villa de Veranes fue reconvertida en iglesia y cementerio y la de Beloño en fortificación.
Gijón fue capital de los dominios transcantábricos musulmanes bajo mando del bereber Munuza, quien fijó aquí su residencia y puso destacamentos de tropas. También situó asentamientos militares en algún otro punto clave, pues un alto número de tropas habían cruzado el estrecho. El resto de la región, en cambio, gozó de mayor autonomía. La dominación duró aproximadamente desde el año 713 hasta el 718 o 722. En esos años se produjo la victoria de los astur-cantabros en la batalla de Covadonga, iniciada en el 718 y liderada por Pelayo, quien se convertirá en rey del reino de Asturias.
En el año 1147 un gran grupo de guerreros cruzados hicieron una parada en el puerto de Gijón. Habían salido de Dartmouth con el objetivo de conquistar Tierra Santa y fueron sorprendidos por un temporal en el mar Cantábrico. En un documento en el que cuentan estos hechos llaman a la ciudad Mala Rupis, que en latín significa «peña mala», tal vez por su aspecto poco accesible.
A principios del siglo XIII la crónica de Rodrigo Jiménez de Rada habla de Gijón como ciuitas deserta. Y a pesar de que en 1270 Alfonso X le concedió fuero y Carta Puebla, se trataba de un núcleo irrelevante tanto demográfica como económicamente.
El siglo XIV, época en la que el poder de la nobleza alcanza su máximo, estuvo marcado por una lucha dinástica tras la muerte de Alfonso XI. Se trata de una guerra entre Pedro I el Cruel, descendiente legítimo, y el bastardo Enrique de Trastámara. En los años siguientes Gijón fue centro de luchas entre el conde Alfonso Enríquez y Enrique III, en las que fue cercada, incendiada y arrasada durante un duro sitio en 1394, para terminar desapareciendo como centro urbano. Otras fuentes, sin embargo, opinan que se produjo un estancamiento y regresión en el crecimiento del núcleo urbano sin llegar nunca al abandono. Como consecuencia, durante este periodo la zona rural del concejo adquirió bastante importancia, localizándose la población diseminada por el campo al amparo de iglesias y monasterios construidos en estilo románico, y levantándose asimismo algunas fortalezas. Un ejemplo notable de estas últimas construcciones es el desaparecido castillo de Curiel, que servía para controlar el paso desde el centro de la región a la villa gijonesa. Aún hoy se conservan vestigios de esta época, destacando la torre de la familia Valdés —conocida popularmente como el Turruxón de Trubia— y las iglesias de San Miguel de Dueñas en Bernueces y de San Juan Bautista en Cenero.
No fue hasta los siglos XV y XVI cuando Gijón empezó a desarrollarse de nuevo. Esto es debido a las mejoras realizadas en su puerto, donde se construyó una dársena que incrementó el tráfico de pesca y el comercio de subsistencia.

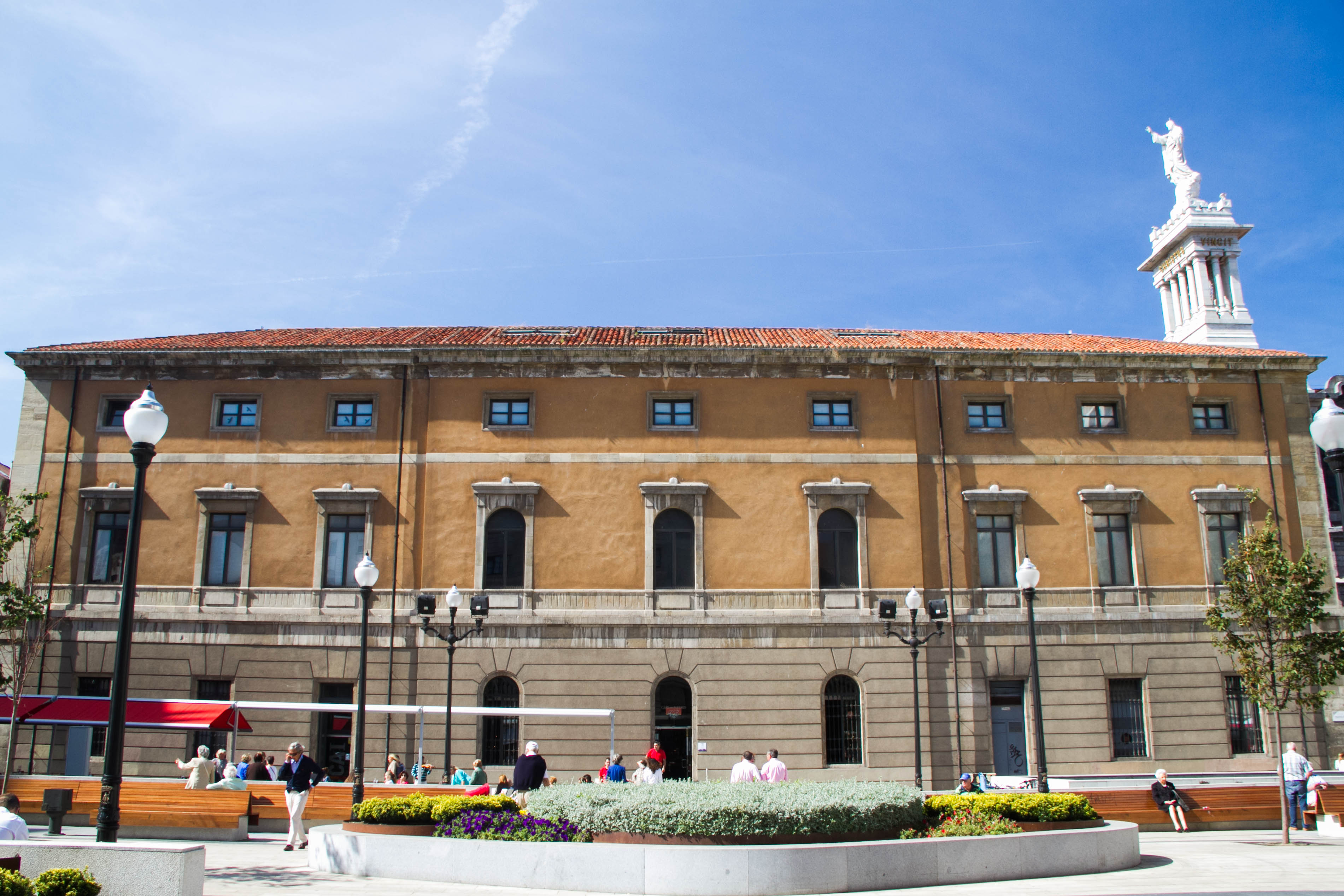
Segunda sede del Real Instituto de Jovellanos, comenzada a construir en 1797

En los siglos XVII y XVIII Gijón experimentó un gran desarrollo que hizo que su núcleo urbano se expandiese. Esto fue debido al Reglamento de libre comercio de 1778, que habilitó el puerto para el comercio con las colonias americanas. Se convirtió de esta forma en el único en Asturias habilitado para tal fin, siendo además la vieja dársena mejorada y ampliada tras su destrucción por una tormenta. Gracias a ello, a la mejora de las comunicaciones con la Meseta y a la creación del Instituto Asturiano, durante el siglo XVIII Gijón alcanzó una población muy próxima a los 5500 habitantes. En esta época la figura de Gaspar Melchor de Jovellanos jugó un papel clave, pues aparte de promover la creación del instituto y otras obras, fue quien marcó las líneas de expansión de la ciudad en su «Plan de Mejoras», pionero de los planes de ensanche.

### Edad Contemporánea

#### Industrialización y desarrollo burgués
A principios del siglo XIX la localidad se dividía en los barrios de Cima de Villa y Bajo de Villa. En el nuevo espacio urbano podían distinguirse tres partes: el arrabal de La Rueda o barrio del Carmen —al pie de la dársena—, el Humedal —en el límite suroccidental, construido sobre unas marismas desecadas— y el ensanche jovellanista. Este conjunto quedó rodeado en 1836 por una cerca militar construida con motivo de la primera guerra carlista.

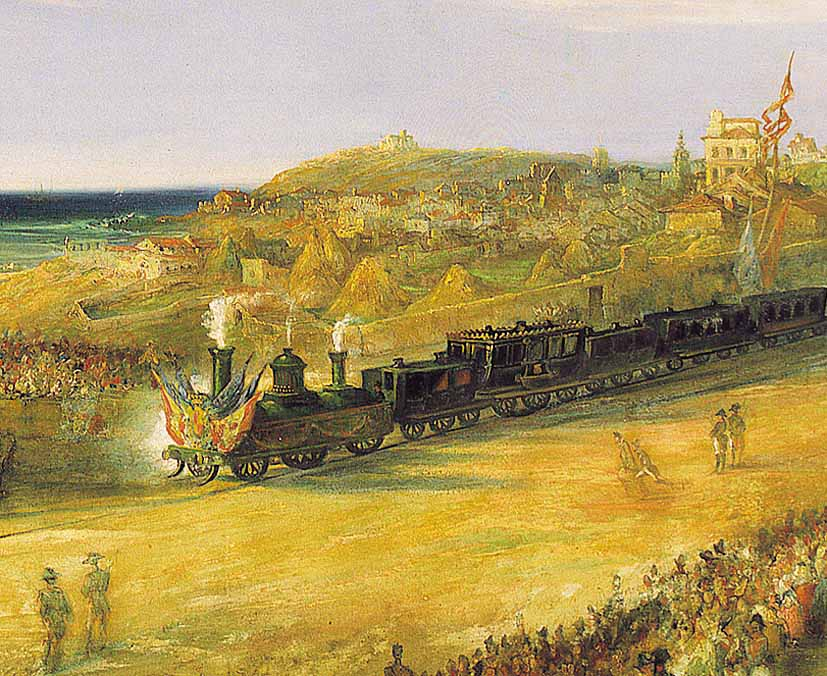
Inauguración del ferrocarril de Langreo en Gijón (1852)

En la segunda mitad del siglo Gijón experimentó un gran desarrollo debido fundamentalmente a la industrialización. De hecho, el crecimiento demográfico fue tal que la villa pasó de 10 000 habitantes en 1857 a 27 000 habitantes en 1900. Un antecedente de este proceso fue la instalación en 1836 de la fábrica de cigarros en el antiguo convento de las Agustinas en Cimadevilla. El proceso de crecimiento se aceleró en los años siguientes por diversos factores, como la explotación del carbón en las Cuencas Mineras y la construcción de nuevas infraestructuras. Destacan la carretera a León y la Carretera Carbonera a Langreo. Esta última, inaugurada en 1842, fue la primera carretera de peaje de España. Los elevados costes que generaba motivaron la búsqueda de otros medios de transporte para el carbón. Como resultado, en 1852 se inauguró el Ferrocarril de Langreo, el primero en circular por Asturias.
Todo esto hizo de Gijón una villa industrial en la cual la burguesía desempeñó un papel muy importante en el desarrollo urbano, creándose nuevas calles y plazas bien a través de reformas interiores en el casco histórico, bien a través de planes de ensanche para promover la expansión de la ciudad. El proyecto de ensanche sobre el arenal de San Lorenzo se aprobó en 1867 y fue proyectado en terrenos en propiedad del primer marqués de Casa Valdés, al este de la villa. La trama ortogonal entonces creada, que comienza en la plaza de San Miguel y termina en la avenida de Castilla, dio origen al actual barrio de La Arena.

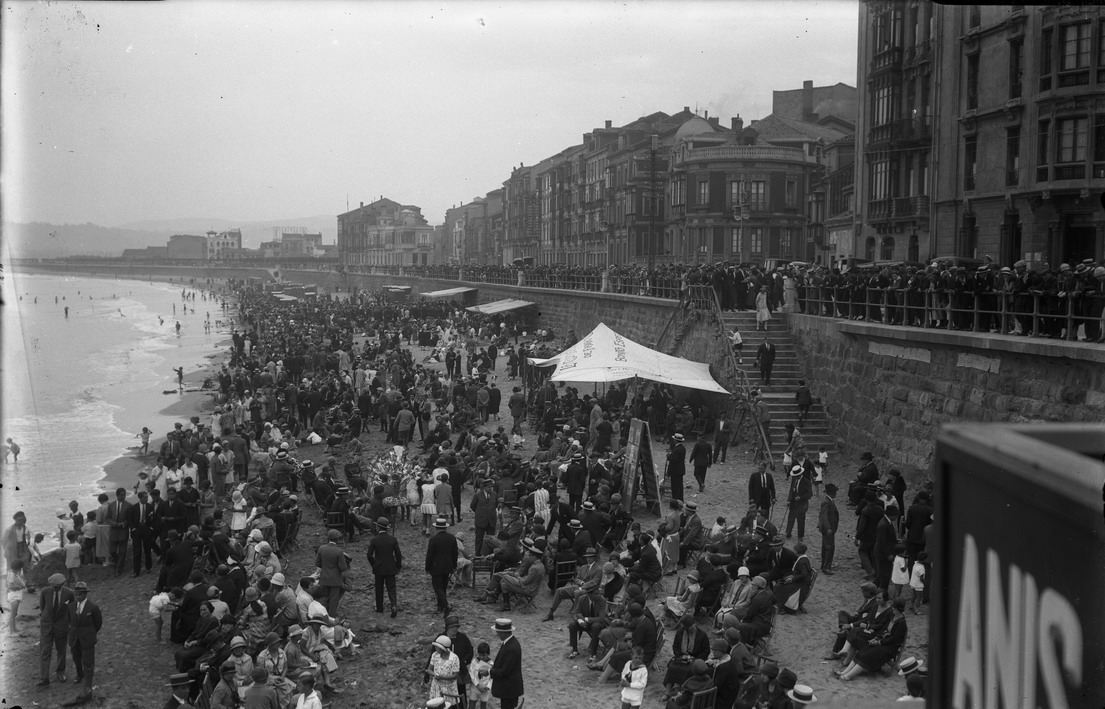
La playa de San Lorenzo en 1911

También durante la segunda mitad del siglo XIX se iniciaron las visitas vacacionales de la familia real, que se alojaba en el Palacio de Revillagigedo. Isabel II inauguró estas estancias el verano de 1858, cuando tomó baños de ola en la playa de Pando, la cual ocupaba el lugar de la actual playa de Poniente antes de dejar paso a infraestructuras portuarias. Más adelante se sucedieron varias estancias reales. Alfonso XII acudió a la misma playa en la temporada de baños de 1877, mientras que en la visita que realizó con su familia en 1884 ya comenzó a tomar protagonismo el arenal de San Lorenzo, principal playa de la ciudad en la actualidad. Por último, su hijo Alfonso XIII visitó Gijón con su familia en agosto de 1900. La ciudad se convirtió entonces en un destino veraniego. Prueba de ello es que la playa de San Lorenzo llegó a tener cuatro balnearios.
Entre finales del siglo XIX y comienzos del XX la consolidación de una pujante burguesía propició un nuevo modelo de urbanismo. Los miembros de esta clase social impulsaron la construcción de edificios residenciales de mayor superficie y fachadas llamativas —algunos de ellos influenciados por el modernismo o art nouveau—, además de los equipamientos que exigían sus relaciones sociales y comerciales. Algunos ejemplos ya desaparecidos eran el antiguo teatro Jovellanos, el teatro-circo Obdulia o el Gran Hotel Malet. Aún siguen en pie la plaza de toros de El Bibio y el teatro Dindurra, actual teatro Jovellanos. Los arquitectos Miguel García de la Cruz y Manuel del Busto tuvieron una gran relevancia en cuanto a número de obras en la ciudad.

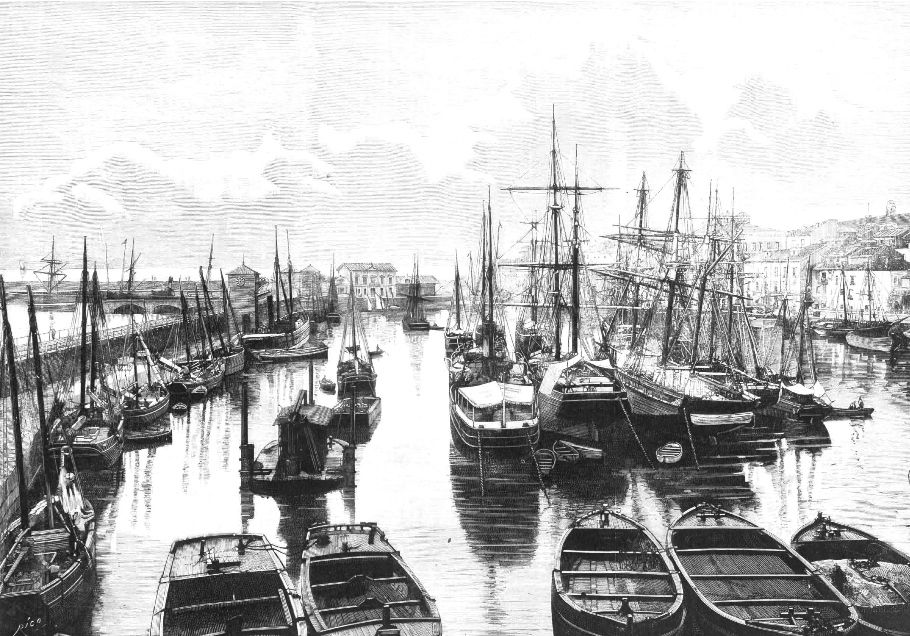
El actual Puerto Deportivo en 1884. Pronto se quedaría pequeño y sería sustituido por El Musel

Este nuevo desarrollo vino acompañado de más infraestructuras. En 1874 se abrió el tramo de ferrocarril entre Pola de Lena y Gijón, parte de la línea a León finalizada en 1884. En 1890 se inauguró el primer tranvía, que conectaba la calle Corrida con Somió. Además, el crecimiento poblacional y económico provocó que el puerto se quedase pequeño. Las sucesivas ampliaciones con varios diques y dársenas no impidieron que se viese desbordado por la intensidad del tráfico. Como consecuencia, a las ya mencionadas infraestructuras se sumó la construcción de El Musel, que sería el primer puerto carbonero de la península. Las obras se iniciaron en 1893 y finalizaron en 1907.

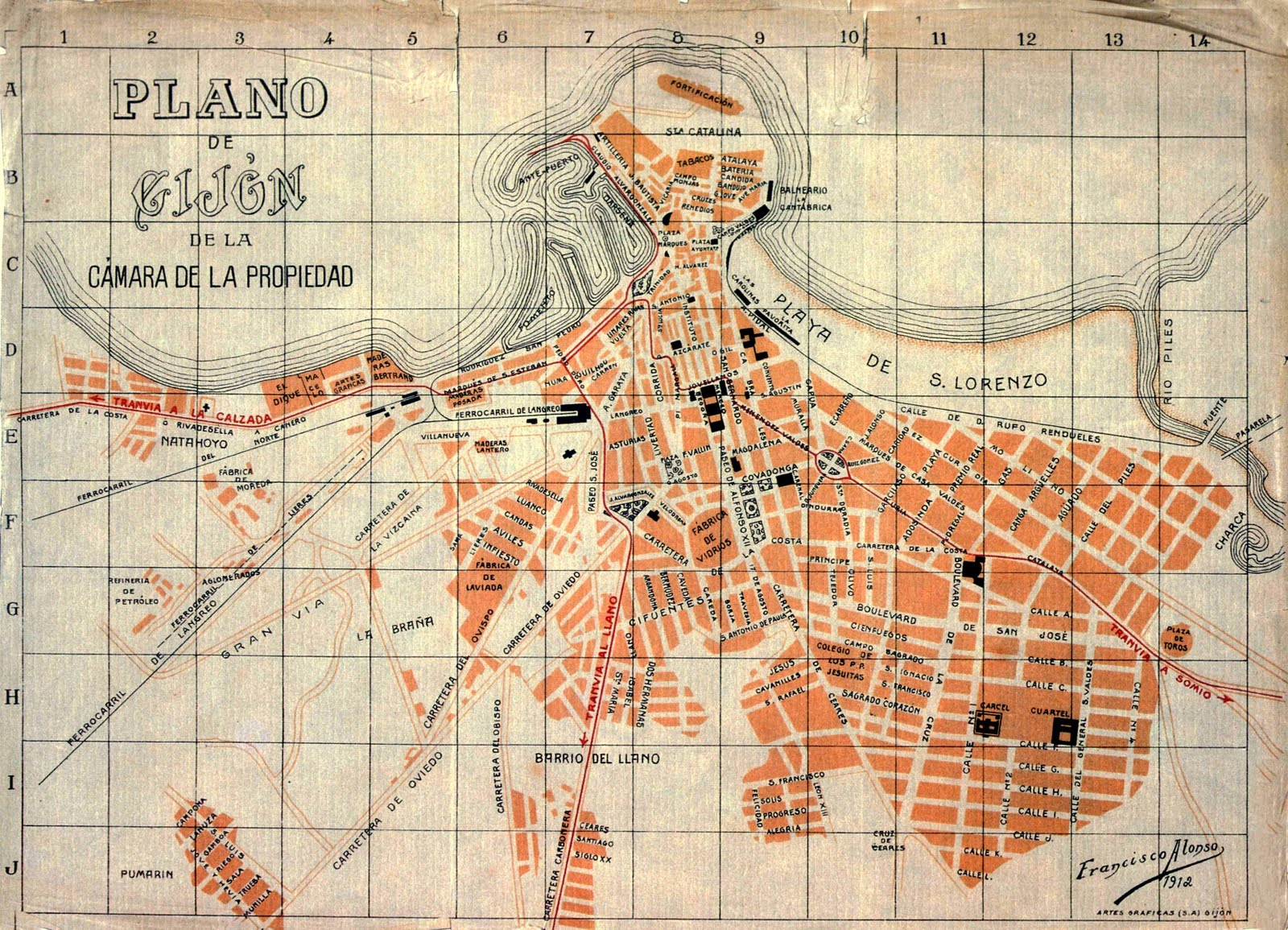
Plano de Gijón en 1912. Se aprecia la parcelación (no edificación) del ensanche de San Lorenzo (actual barrio de La Arena) y la de El Coto

El urbanismo burgués contrastaba de forma notable con las viviendas y condiciones de vida precarias de los más desfavorecidos dentro de la clase obrera. Un gran número de estas personas vivía en «ciudadelas», grupos de pequeñas casas unifamiliares de muy baja calidad distribuidas en hileras opuestas y con servicios comunes a todas ellas. Estas se construían sin licencia municipal en el patio interior de las manzanas y se ocultaban tras otros edificios o al fondo de un callejón. De entre todas ellas destaca la de la calle Capua, actualmente convertida en museo. Con el cambio de siglo también aparecieron las primeras parcelaciones por iniciativa particular. Consistían en un trazado de calles sobre fincas rústicas comunicadas con el casco urbano mediante una vía de acceso. Estas formaban una corona alrededor de la ciudad histórica, el ensanche y las zonas industriales de El Natahoyo y La Calzada. El suelo del ensanche de San Lorenzo, demasiado caro para la demanda menos solvente, tardó en ocuparse. Entre todas las parcelaciones destacó la primera de ellas en el Coto de San Nicolás, situada al sur del ensanche.

#### Revolución de 1934 y Guerra Civil
En la revolución de 1934, la Confederación Nacional del Trabajo (CNT) convocó una apresurada huelga general el 4 de octubre y esperó con ansias la traída de armas y dinamita desde las Cuencas Mineras, epicentro de la revolución. Sin embargo, el armamento nunca llegó, posibilitando que la Guardia Civil y la Guardia de Asalto tomaran posiciones en la ciudad. Los revolucionarios montaron barricadas, especialmente en El Llano, y con poco material intentaron tomar la casa consistorial el 8 de octubre, provocando que el crucero Libertad bombardeara Cimadevilla. La revolución fue aplastada y sus líderes ejecutados, detenidos o exiliados. Esta desincronización y falta de preparación por parte de la CNT no volvió a ocurrir en su respuesta al golpe de Estado de julio de 1936.

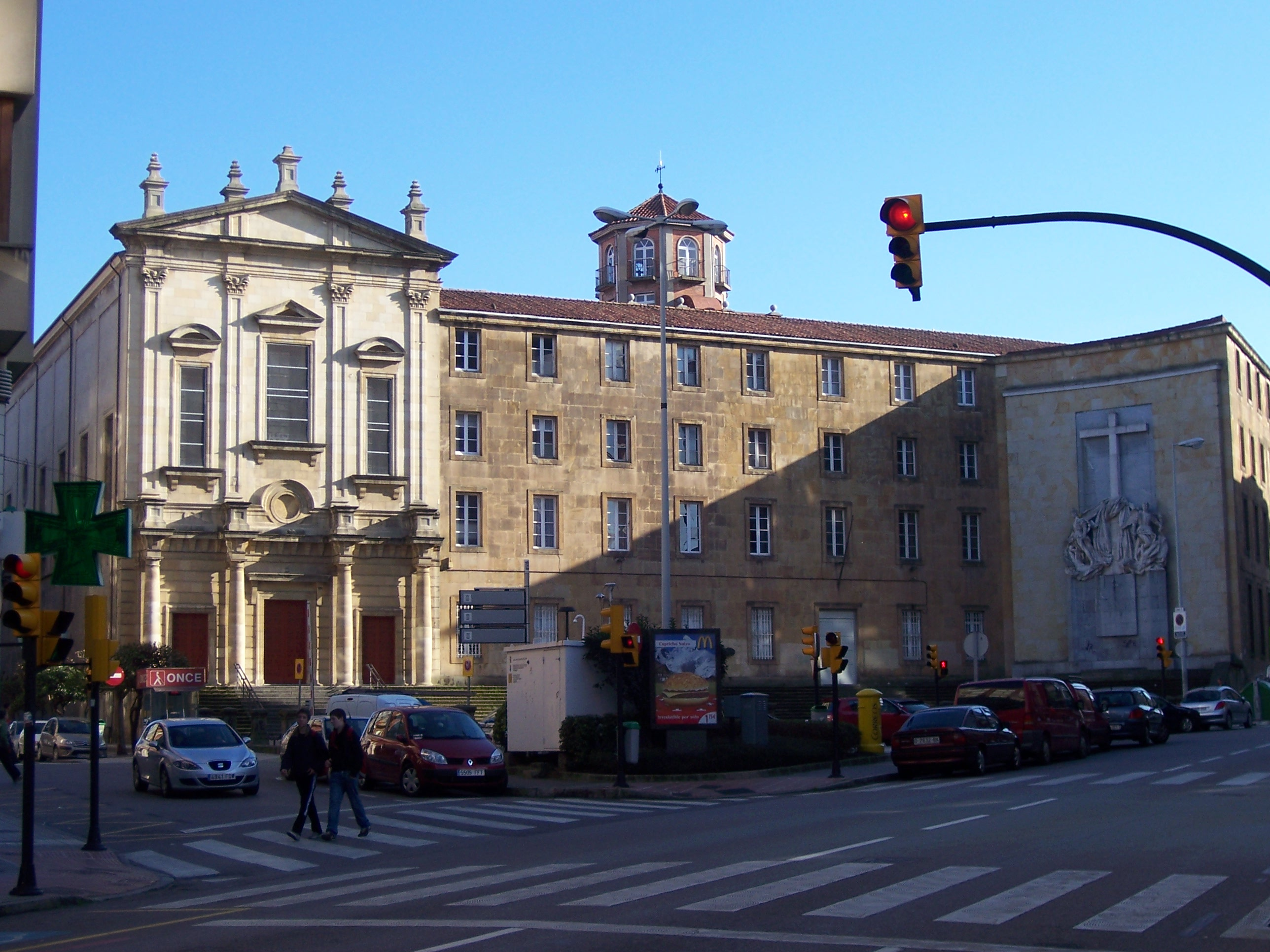
Edificio del cuartel del Simancas. Actualmente alberga el colegio de la Inmaculada

Con el estallido de la Guerra Civil en julio de 1936 la ciudad quedó controlada por el bando republicano debido a la anticipación del gobierno municipal. Este estaba liderado por Avelino González Mallada, de la CNT, que había arrasado en las elecciones municipales celebradas en febrero. Se formó entonces el Comité de Guerra de Gijón, de preponderancia anarquista. Por su parte, el ejército, concentrado en los cuarteles de Simancas y El Coto, se unió al alzamiento tras una entrevista del coronel Aranda —posterior defensor del sitio de Oviedo— y el coronel Pinilla —comandante de las divisiones en Gijón—. La sublevación en sí comenzó el 20 de julio, siendo los sublevados sorprendidos por la organización de milicianos y locales, que concentraron sus esfuerzos contra el cuartel de Simancas mediante un duro asedio. El buque sublevado Almirante Cervera intentó apoyar a los militares bombardeando la ciudad entre el 29 de julio y el 9 de agosto, provocando la destrucción de edificios y pánico entre la población. La respuesta miliciana contra el golpe de Estado incluyó la destrucción de templos en la ciudad y en especial en la zona rural del concejo, así como persecución y ejecuciones a civiles. Las tropas del coronel Pinilla sucumbieron a mediados de agosto, concluyendo el asedio. Posteriormente la villa fue la capital del Consejo Interprovincial de Asturias y León, que se acabó declarando soberano y se convirtió en el Consejo Soberano de Asturias y León. Los sublevados continuaron hostigando la ciudad; no hubo batalla directa aunque sí continuos bombardeos, como los de la Legión Cóndor contra el puerto de El Musel y la ciudad en agosto de 1937. Gijón se fortificó con refugios antiaéreos —la mayoría improvisados en sótanos, aunque destaca el excavado en Cimadevilla— e incluso construyó un aeródromo en Las Mestas. Finalmente, la ocupación de la ciudad por las tropas franquistas tuvo lugar el 21 de octubre de 1937.

#### Franquismo
En la década de 1940 comenzó la construcción de la Universidad Laboral y se redactó el Plan Gamazo, cuya aprobación en 1947 intentó asentar las bases del crecimiento urbano en décadas posteriores.

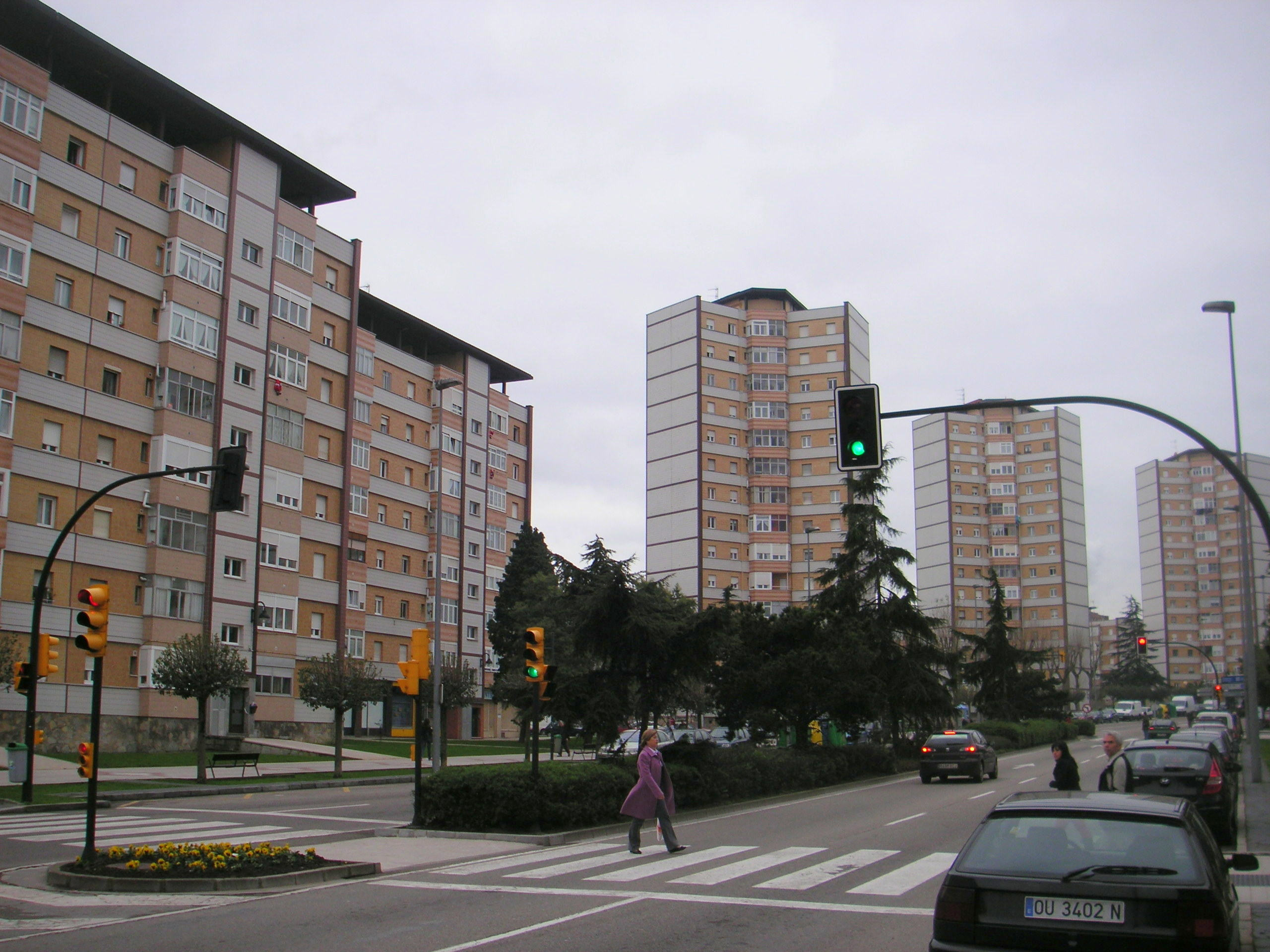
Las Mil Quinientas

Durante la posguerra hubo en Gijón una grave situación de déficit de vivienda. Hacia la mitad del siglo comenzaron a tener efecto diferentes propagandas dirigidas a incrementar la construcción por iniciativa tanto pública como privada. Así, además de solucionar el problema de falta de vivienda, se intentaba fijar trabajadores donde era necesaria fuerza de trabajo y difundir una ideología que celebraba las virtudes de la propiedad privada y la paz social. Sin embargo, esto fue dando lugar a numerosos grupos de viviendas construidos fuera del perímetro urbano o en suelo previsto como industrial, alterando gravemente la planificación urbanística de la ciudad y marcando su desarrollo en las décadas siguientes. En 1958 se edificó el polígono de Las Mil Quinientas, germen del barrio de Pumarín. Los barrios de El Llano y La Calzada fueron los de mayor crecimiento, siendo muy importante la llegada de inmigrantes desde Extremadura, Andalucía y Castilla entre otras regiones. Como resultado, en la década de 1950 y sobre todo en la de 1960 la ciudad experimentó su mayor desarrollo, superando por primera vez en población a Oviedo.
Es también en esta época cuando se creó la Feria Internacional de Muestras de Asturias, que en 1963 se convirtió en el escaparate de la técnica, la industria, la ingeniería, el turismo y el comercio de la región. Desde 1966 se celebra en el Recinto Ferial Luis Adaro.

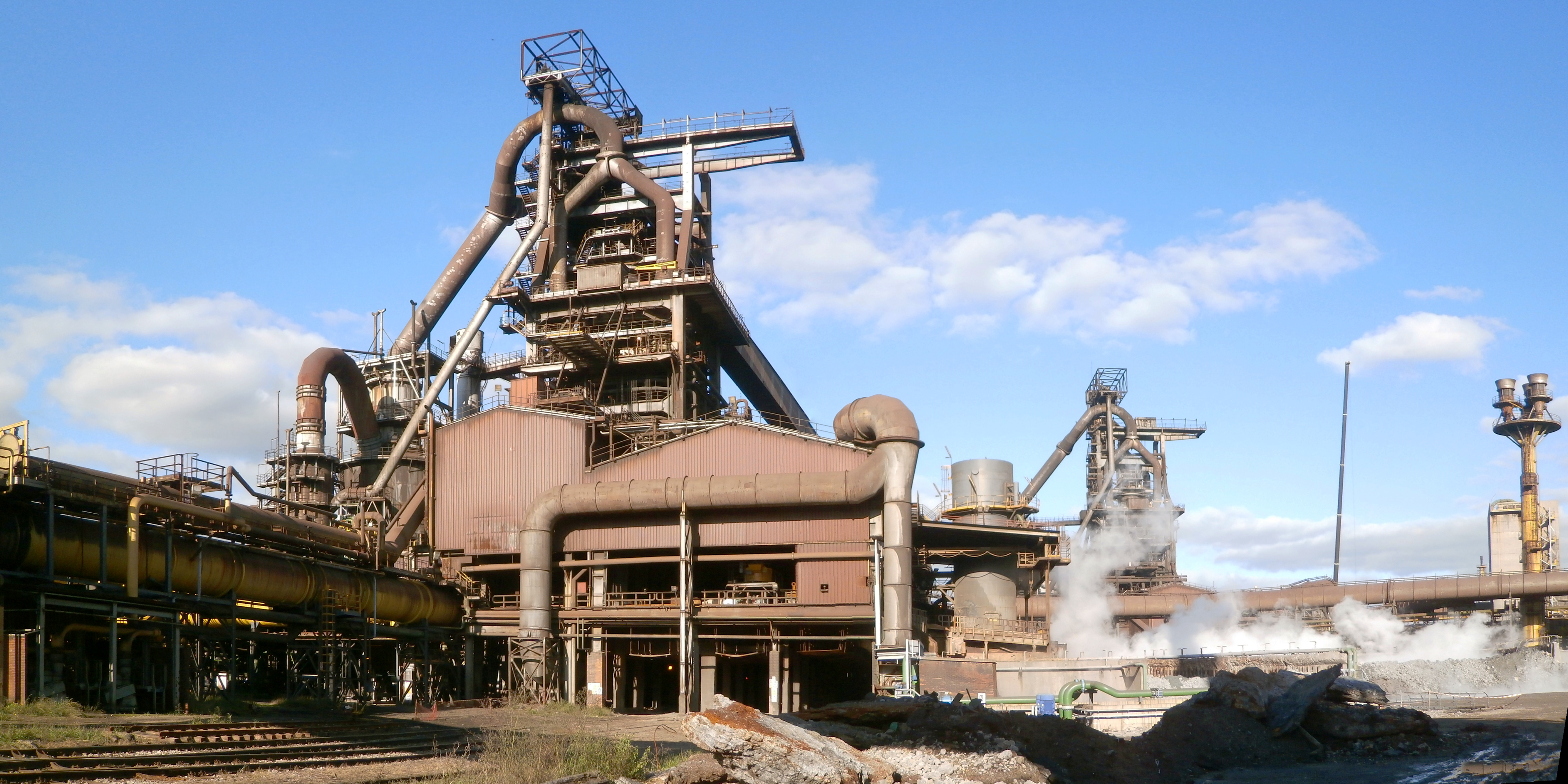
Factoría de Veriña, planta siderúrgica construida por UNINSA

La siderurgia, principal industria desde finales del siglo XIX, se volvió especialmente importante en la década de 1970. En 1971 surgió UNINSA como resultado de la fusión de las fábricas de Moreda-Gijón, Mieres y Duro-Felguera. La concentración de la actividad siderúrgica en Gijón y Avilés hizo que la ciudad comenzase a recibir población de las Cuencas Mineras, que antes albergaban este tipo se industrias. El efecto multiplicador que UNINSA fomentó en otros sectores tuvo igualmente como consecuencia un rápido desarrollo. El gran incremento de la población ―de 121 000 en 1961 a 237 200 en 1975― creó una gran presión especulativa sobre la construcción. Esto trajo consigo la construcción de edificios cada vez de mayores alturas —especialmente en la zona cercana a la playa de San Lorenzo y en los terrenos de la fábrica de vidrios de Begoña— y la falta de equipamientos y servicios urbanos en zonas periféricas de la ciudad —El Natahoyo, La Calzada, Pumarín y Contrueces—.

#### Desindustrialización y reconversión económica

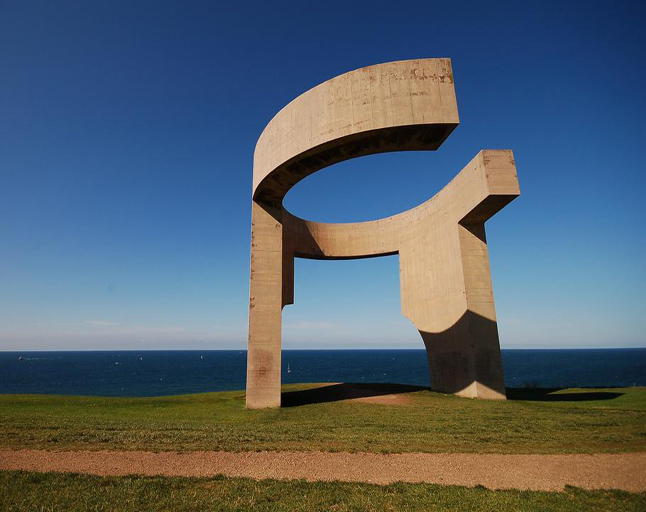
Elogio del Horizonte, obra de Eduardo Chillida, 1990

Las últimas décadas del siglo XX trajeron consigo una crisis industrial que afectó sobre todo a la siderurgia y al sector naval al igual que al resto de la industria asturiana, especialmente la minera. A partir de la crisis de 1973, y en especial con los objetivos del Gobierno de España para entrar en la Comunidad Económica Europea entre 1982 y 1986, la reconversión industrial ocurrió en toda la región. Su intensidad fue tal que en Gijón, únicamente en 1982, se cerraron setenta y una empresas. ENSIDESA, empresa que había absorbido a UNINSA, efectuó recortes de plantilla. Más adelante, junto a Altos Hornos de Vizcaya, se convirtió en Aceralia y a finales del siglo XX se integró en el grupo europeo Arcelor junto a la luxemburguesa Arbed y la francesa Usinor, absorbidas en la actualidad por Mittal Steel. La industria naval se unificó en Naval Gijón en 1985 y la industria textil prácticamente desapareció en 1990. En 1987 se alcanzó el récord histórico de desempleo, que afectaba a un 26 % de la ciudad.
En 1986 se activó un Plan General de Ordenación Urbana que saneó varias hectáreas del barrio de El Llano. Fue el primero de varios planes urbanísticos que dignificaron zonas marginales como La Calzada y Tremañes o reformularon barrios industriales como El Natahoyo. Con la ayuda de estos cambios y de la recuperación de la economía gijonesa a la par que la española a mediados de los 1990, Gijón se reconvirtió en una ciudad orientada al sector servicios. En el año 1990 se iniciaron las transformaciones que acompañaron a esta nueva etapa con la conversión en parque público de las instalaciones militares del cerro de Santa Catalina, en Cimadevilla. Se inauguró allí la escultura Elogio del Horizonte, de Chillida. En esta década se emprendió además un ambicioso proyecto de edificaciones públicas a partir del derribo de buena parte del Gijón industrial. En efecto, la desaparición de industrias portuarias dejó espacio para las playas de Poniente y El Arbeyal, así como para el puerto deportivo. Adicionalmente, el cierre de la Fábrica de Moreda originó un barrio entero —el de Moreda—, ubicado en un área que ya había sido dignificada en 1990 al desviarse de las vías de ferrocarril desde la estación del Norte hasta la estación de Gijón-Jovellanos.
La desindustrialización continuó en la década de los 2000, afectando entonces a las industrias medianas de la ciudad y a la mina de La Camocha, cerrada en 2008. En esta época se crearon asimismo nuevos barrios como Montevil, Viesques y Nuevo Roces. Paralelamente, en la zona este de la ciudad fueron apareciendo los equipamientos que ahora conforman la Milla del Conocimiento Margarita Salas. Estos son el campus universitario, el Parque Científico Tecnológico y la remodelación y acondicionamiento de la Universidad Laboral bajo la marca Laboral, ciudad de la cultura.

## Administración y política

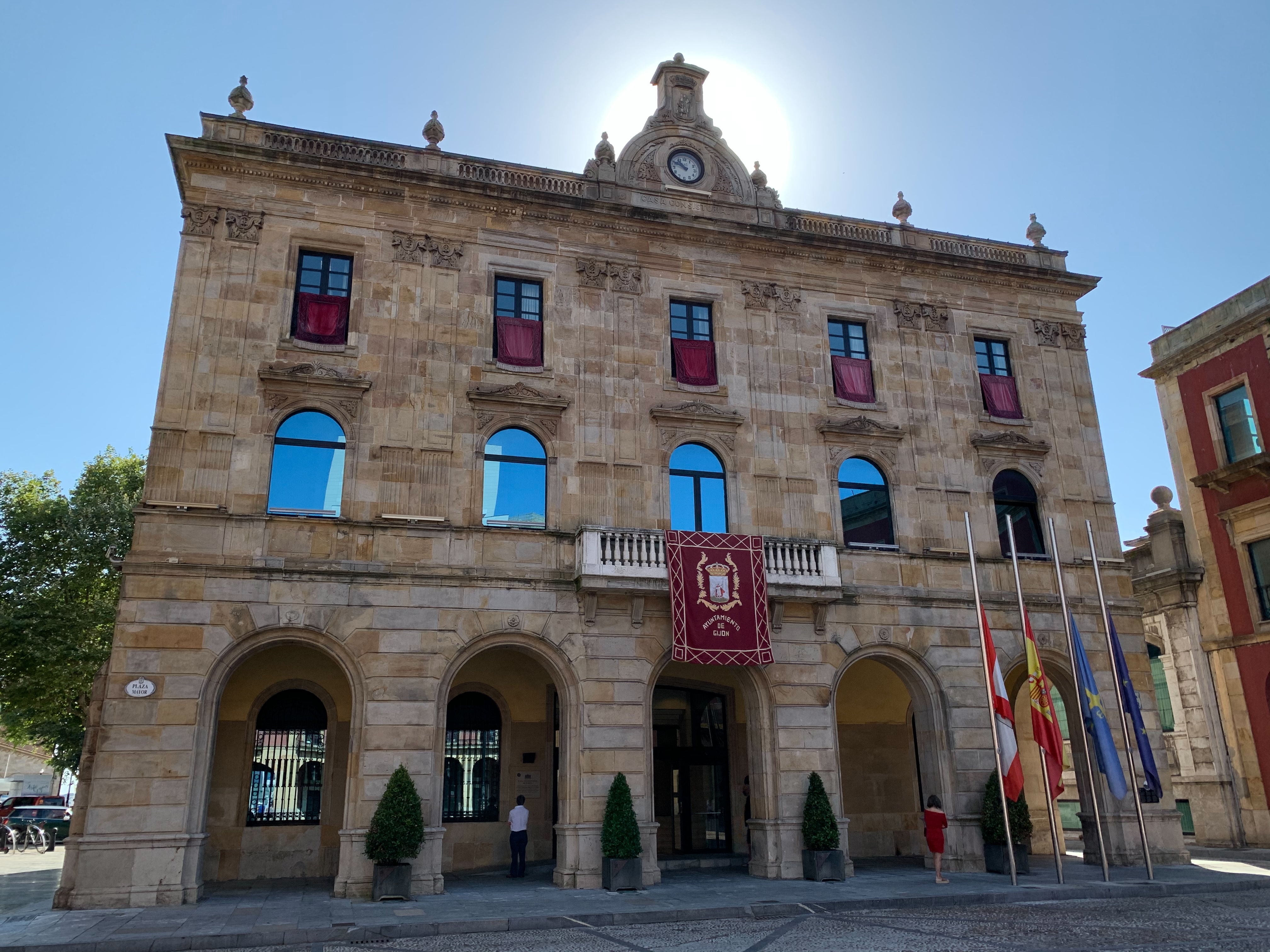
La casa consistorial, sede principal del Ayuntamiento en la plaza Mayor

### Gobierno municipal
La ciudad recibe en 1979 a la democracia eligiendo a José Manuel Palacio como alcalde. Este continuó en el cargo hasta 1987, cuando es relegado por Vicente Álvarez. En las elecciones municipales de 1999 Álvarez fue sustituido por Paz Fernández Felgueroso y en 2011 esta fue relegada por Carmen Moriyón, primera alcaldesa ajena al PSOE. En las elecciones de 2019 la ciudadanía elige a una nueva alcaldesa del PSOE. Desde entonces Ana González gobierna en minoría gracias a los votos a favor de Izquierda Unida en el pleno de investidura. Su mandato no se prolongó a partir de las elecciones de 2023. Después de dichas elecciones la alcaldía recayó en Carmen Moriyón y se constituyó un gobierno tripartito formado por Foro, PP y Vox.
Desde la instauración de la democracia en la Transición, la fuerza política que más tiempo ha gobernado en Gijón ha sido el PSOE, que gobernó de forma ininterrumpida durante 32 años, entre 1979 y 2011.
| Periodo   | Nombre                         | Partido | Partido                                    |
| --------- | ------------------------------ | ------- | ------------------------------------------ |
| 1979-1987 | José Manuel Palacio Álvarez    |         | Federación Socialista Asturiana (FSA-PSOE) |
| 1987-1999 | Vicente Alberto Álvarez Areces |         | Federación Socialista Asturiana (FSA-PSOE) |
| 1999-2011 | Paz Fernández Felgueroso       |         | Federación Socialista Asturiana (FSA-PSOE) |
| 2011-2019 | Carmen Moriyón                 |         | Foro Asturias (FAC)                        |
| 2019-2023 | Ana González Rodríguez         |         | Federación Socialista Asturiana (FSA-PSOE) |
| 2023-act. | Carmen Moriyón                 |         | Foro Asturias (FAC)                        |

| Partido político                           | 2023   | 2023  | 2023       | 2019   | 2019  | 2019       | 2015   | 2015  | 2015       | 2011   | 2011  | 2011       | 2007   | 2007  | 2007       |
| Partido político                           | Votos  | %     | Concejales | Votos  | %     | Concejales | Votos  | %     | Concejales | Votos  | %     | Concejales | Votos  | %     | Concejales |
| Federación Socialista Asturiana (FSA-PSOE) | 40 602 | 28,95 | 9          | 46 465 | 34,20 | 11         | 35 105 | 24,80 | 7          | 47 583 | 31,59 | 10         | 63 769 | 44,45 | 13         |
| Foro Asturias (FAC)                        | 40 274 | 28,72 | 8          | 16 803 | 12,37 | 3          | 36 235 | 25,59 | 8          | 42 590 | 28,27 | 9          | —      | —     | —          |
| Partido Popular (PP)                       | 23 294 | 16,61 | 5          | 15 245 | 11,22 | 3          | 15 214 | 10,75 | 3          | 28 326 | 18,80 | 5          | 58 064 | 40,47 | 12         |
| Izquierda Unida (IU)                       | 11 211 | 7,99  | 2          | 8424   | 6,20  | 2          | 11 533 | 8,15  | 2          | 15 877 | 10,54 | 3          | 12 652 | 8,82  | 2          |
| Vox                                        | 11 209 | 7,99  | 2          | 9517   | 7,00  | 2          | —      | —     | —          | —      | —     | —          | —      | —     | —          |
| Podemos-Xixón Sí Puede                     | 7222   | 5,15  | 1          | 16 161 | 11,89 | 3          | 29 870 | 21,10 | 6          | —      | —     | —          | —      | —     | —          |
| Ciudadanos (CS)                            | 1334   | 0,95  | 0          | 18 189 | 13,39 | 4          | 8086   | 5,71  | 1          | —      | —     | —          | —      | —     | —          |

### Organización territorial
Según la Ley de Grandes Ciudades, el municipio o concejo de Gijón se divide en 6 distritos, que a su vez está compuestos de 45 barrios o parroquias, según sea zona urbana o rural:
| Distrito | Barrios |
| -------- | --- |
| Centro   | El Centro, Cimadevilla y Laviada |
| Este     | La Arena, El Bibio, Las Mestas, Viesques, El Coto y Ceares |
| Llano    | El Llano |
| Sur      | Pumarín, Montevil, Contrueces, El Polígono, Perchera-La Braña, Nuevo Gijón, Santa Bárbara, Roces y Nuevo Roces                                                                               |
| Oeste    | La Calzada, Jove, Tremañes, El Natahoyo y Moreda |
| Distrito | Parroquias |
| Rural    | Baldornón, Bernueces, Cabueñes, Caldones, Cenero, Deva, Fano, Fresno, Granda, Huerces, La Pedrera, Lavandera, Leorio, Poago, Porceyo, Ruedes, Santurio, Serín, Somió, Tacones, Vega y Veriña |

### Representación consular
En el concejo están situados consulados de Alemania, Finlandia, Francia, Noruega, Países Bajos, Suecia, Panamá, México y Chile.

## Economía

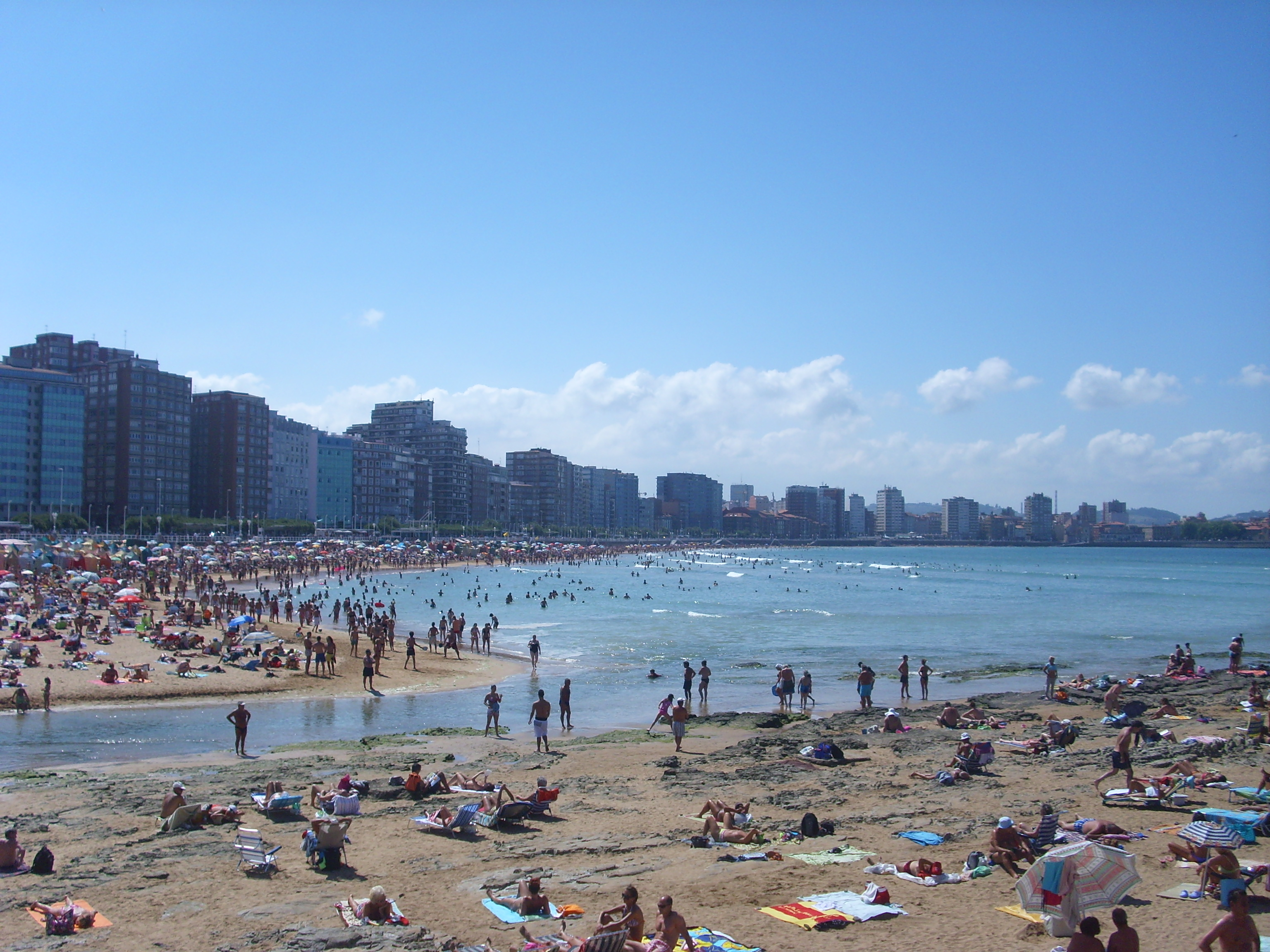
Playa y Muro de San Lorenzo

Ciudad tradicionalmente industrial, la economía de Gijón ha sufrido grandes cambios a partir de las duras reconversiones del sector industrial desde la década de los setenta.
El despegue económico de Gijón se inició a finales del siglo XIX, debido a la confluencia de varios factores:
- La explotación del carbón de las cuencas hulleras del interior de Asturias (principalmente en Mieres y Langreo). La construcción del Ferrocarril de Langreo, tercer ferrocarril español, en 1856, hizo de Gijón el puerto de embarque de la mayor parte de la producción minera asturiana, estimulando el comercio y la industria local.
- La repatriación de capitales antillanos, como consecuencia de la independencia de Cuba, que propiciaron la creación de nuevas industrias e inversiones inmobiliarias.

El modelo industrial generado, típico de la primera Revolución Industrial, constaba por tanto de un fuerte sector secundario, con gran presencia de la industria metálica, siderúrgica, cerámica, vidrio y textil. El sector terciario, además de la actividad comercial generada por la ciudad, incluyó la incipiente actividad turística del Gijón de la época, que también aspiró a convertirse en una gran estación balnearia. Sin embargo no llegó a prosperar lo esperado debido al tardío enlace ferroviario que conectó a Asturias con la meseta.
La siguiente etapa de gran crecimiento económico de Gijón se produjo a finales de la década de 1960, debido a la construcción de la factoría de Uninsa (Ensidesa) y a la actividad del puerto y de los astilleros.
Tras una dura crisis y reconversión en los años ochenta, en la actualidad, el sector terciario es el más importante de la economía gijonesa, seguido del sector secundario (industrias siderúrgicas y metálicas). El peso del sector primario en la economía del municipio es prácticamente irrelevante.

### Milla del Conocimiento Margarita Salas
En el este del concejo se sitúa la Milla del Conocimiento Margarita Salas, un conjunto de equipamientos empresariales, públicos, educativos y culturales que suponen una suma de más de 10 000 empleados, 170 empresas y más de 13 000 alumnos, siendo uno de los principales polos económicos de Asturias. Destaca el Parque Científico Tecnológico de Gijón, el Hospital de Cabueñes y el campus de Gijón, de la Universidad de Oviedo.

### Centros comerciales

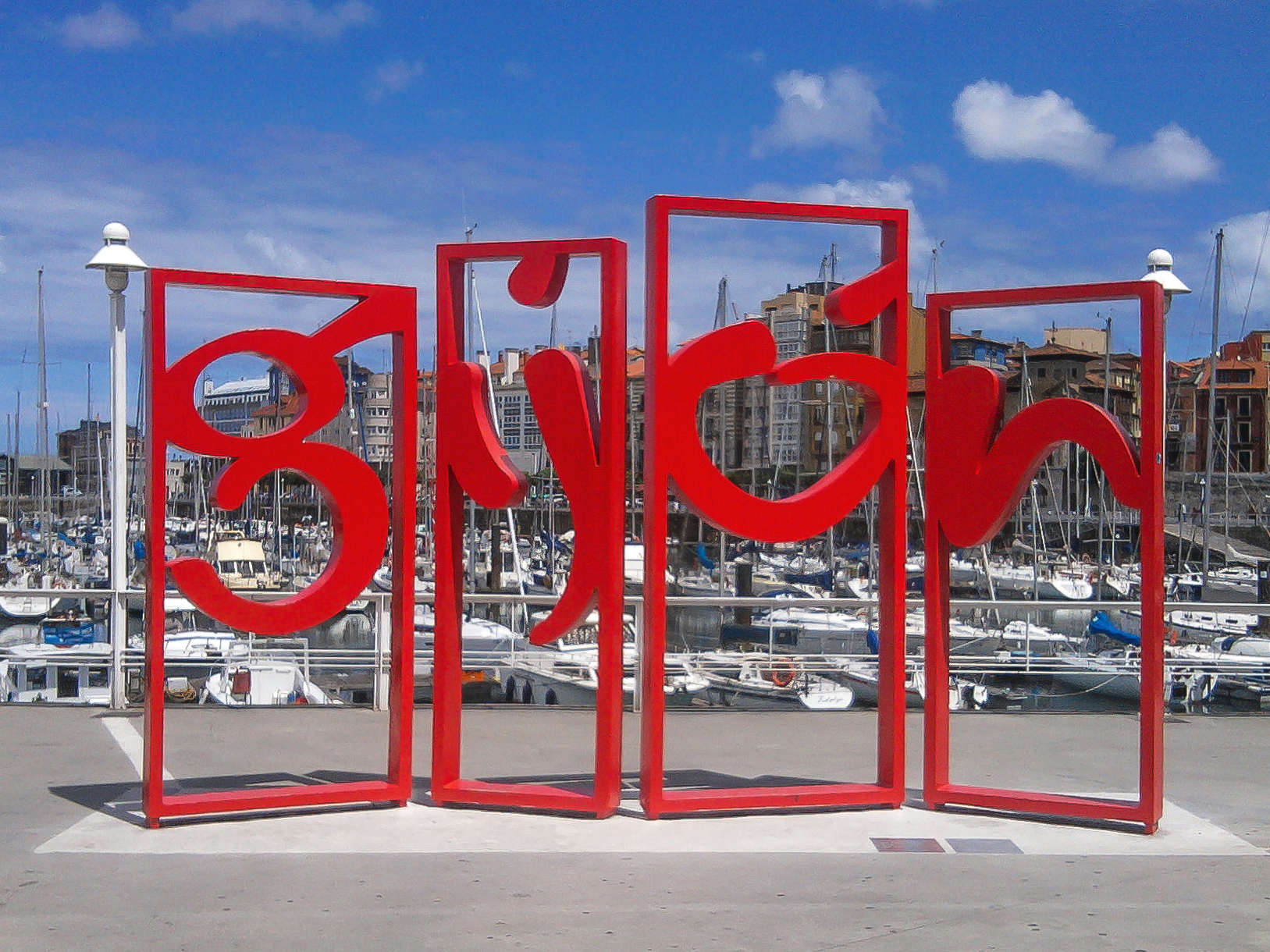
Las letronas, en el puerto deportivo

- Centro comercial Los Fresnos - Avenida del Llano, este centro está situado en un edificio de seis plantas; entre las que se distribuyen un hipermercado, diversas tiendas de moda, un cine (Ocine, 9 salas), gimnasio, numerosos restaurantes y locales comerciales y de ocio
- Centro comercial San Agustín - Plaza Romualdo Alvargonzález, un supermercado y numerosas tiendas y locales de restauración
- Centro comercial La Calzada - Ocimax Gijón - C/Maestro Amado Morán, s/n, dispone de cines (Yelmo Cineplex, 13 salas), restaurantes, hipermercado y diversas cafeterías y locales
- Centro comercial Costa Verde - Calle Ramón Areces, dos grandes almacenes de El Corte Inglés
- Centro comercial Centro Histórico, abarca los locales miembros del centro histórico de la ciudad
- Centro comercial Opción - Calle General Suárez Valdés, tiendas locales, bares, supermercado, gimnasio, piscina y en el exterior, una extensa plaza
- Centro comercial Abierto de La Calzada - Abarca los diferentes establecimientos (bares, sidrerías, cafeterías, pescaderías, carnicerías, etc.) del barrio
- Centro comercial Alcampo (hipermercado) - Zona comercial de Roces

## Servicios

### Educación

#### Colegios e institutos

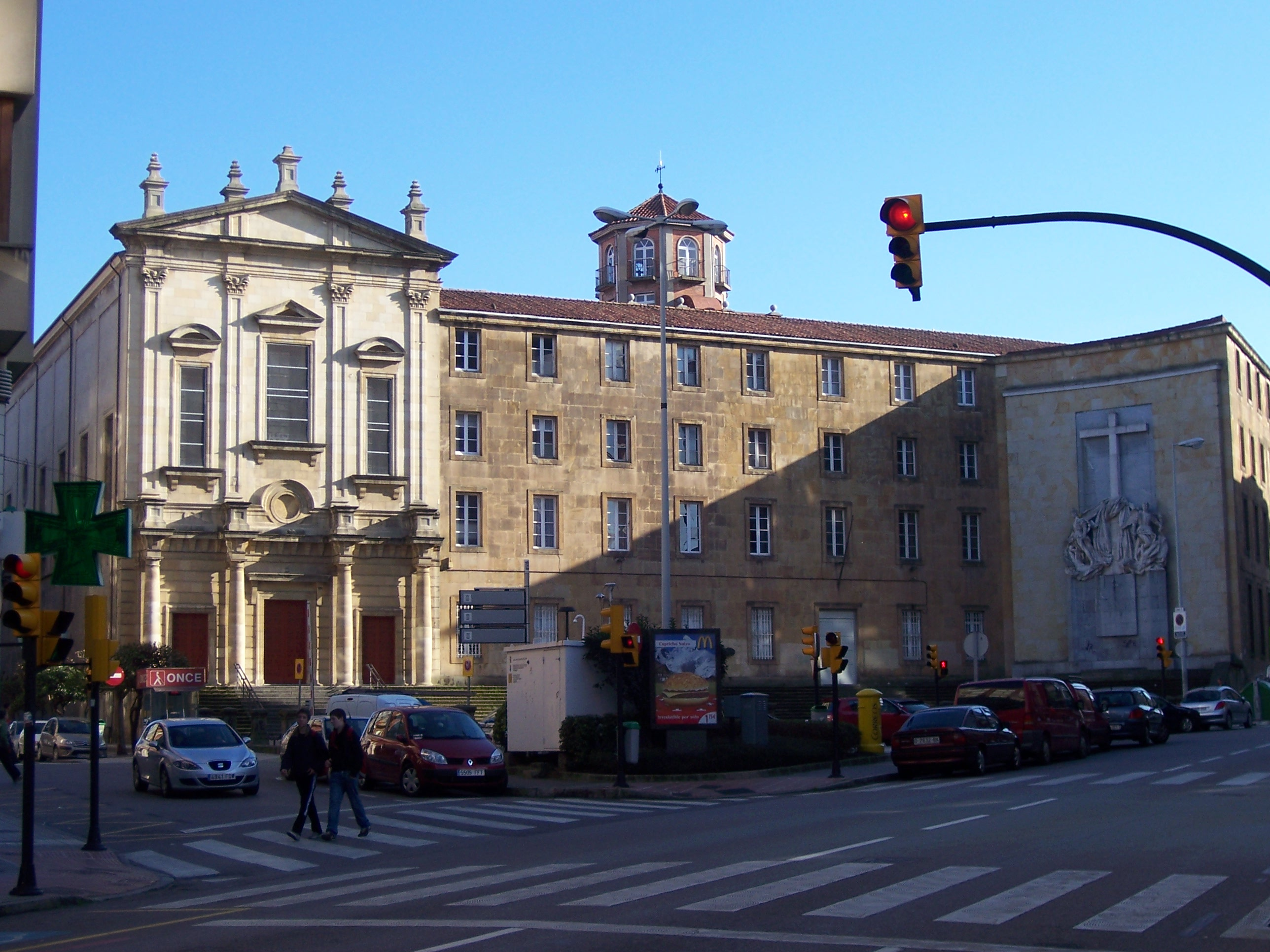
Colegio de la Inmaculada (1890)

En Gijón existen 75 colegios donde se pueden impartir Infantil y Primaria y 28 institutos donde se puede cursar ESO y Bachillerato, la mayoría públicos. A nivel concertado-privado destacan el colegio Corazón de María, el colegio de la Inmaculada y el colegio de la Asunción, entre otros. En cuanto a públicos, hay que mencionar al IES Jovellanos, descendiente directo del Real Instituto de Jovellanos, la principal y más antigua (1794) institución educativo-cultural de la ciudad.

#### Estudios Superiores
En Gijón se sitúan centros docentes de dos universidades, la Universidad de Oviedo y la Universidad Nacional de Educación a Distancia.
Universidad de Oviedo

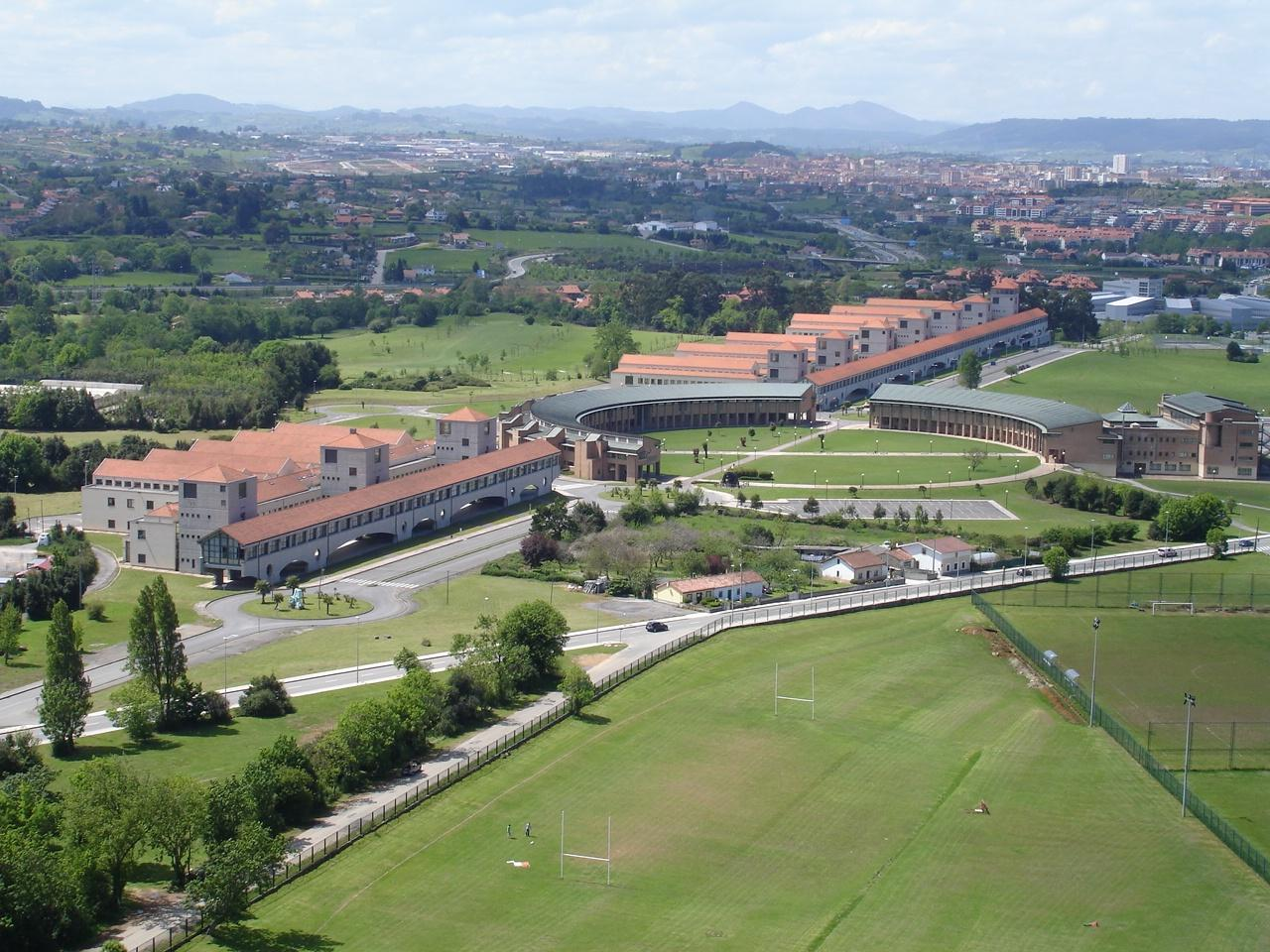
Facultad de la EPI, principal edificio del Campus de Gijón

El campus de Gijón de la Universidad de Oviedo, que se ubica en las parroquias de Somió, Cabueñes y Bernueces, sobre fincas de la antigua Universidad Laboral de Gijón, incluye los siguientes centros docentes:
- Escuela Politécnica de Ingeniería de Gijón.
- Escuela Superior de la Marina Civil.
- Facultad de Comercio, Turismo y Ciencias Sociales Jovellanos.
- Facultad de Enfermería de Gijón.

Universidad Nacional de Educación a Distancia (UNED)
Gijón cuenta también con la delegación de la UNED en Asturias, donde se pueden cursar a distancia distintas disciplinas.

#### Otros estudios
- Escuela Superior de Arte Dramático y Profesional de Danza de Asturias. La ESAD imparte sus clases en la Universidad Laboral desde 2006.[105]
- Conservatorio Profesional de Música y Danza de Gijón. Fundado en 1986, está situado en la Universidad Laboral desde 2007 (anteriormente se encontraba en el barrio de El Coto, en el antiguo Cuartel de El Coto), donde se estudian 18 especialidades, entre ellas la gaita (desde 2006). Cuenta con una orquesta sinfónica, banda, orquesta de cuerdas, la LittleBand y la BigBand; además de alrededor de 60 profesores y 600 alumnos.[106]
- Escuela Oficial de Idiomas de Gijón. Ubicada en el barrio de El Polígono imparte certificados y clases de inglés, francés y alemán.[107]
- Centro Integrado de Formación Profesional del Mar. Centro público dependiente de la Consejería de Educación del Principado de Asturias en el que se imparten Ciclos Formativos de Grado Medio y de Grado Superior de la Familia Profesional Marítimo Pesquera. También está autorizado por la Consejería de Medio Rural y Pesca del Principado para impartir Enseñanzas Profesionales Náutico Pesqueras conducentes a la obtención de Certificados Profesionales y Títulos para el sector pesquero, y Homologado por la Dirección General de la Marina Mercante para impartir diversos cursos para la obtención de títulos y certificados de especialidad marítima.
- Centro de Formación Profesional Revilla-Gigedo. Centro en el que se imparten programas de cualificación profesional inicial y ciclos formativos de Grado Medio y de Grado Superior.

### Sanidad

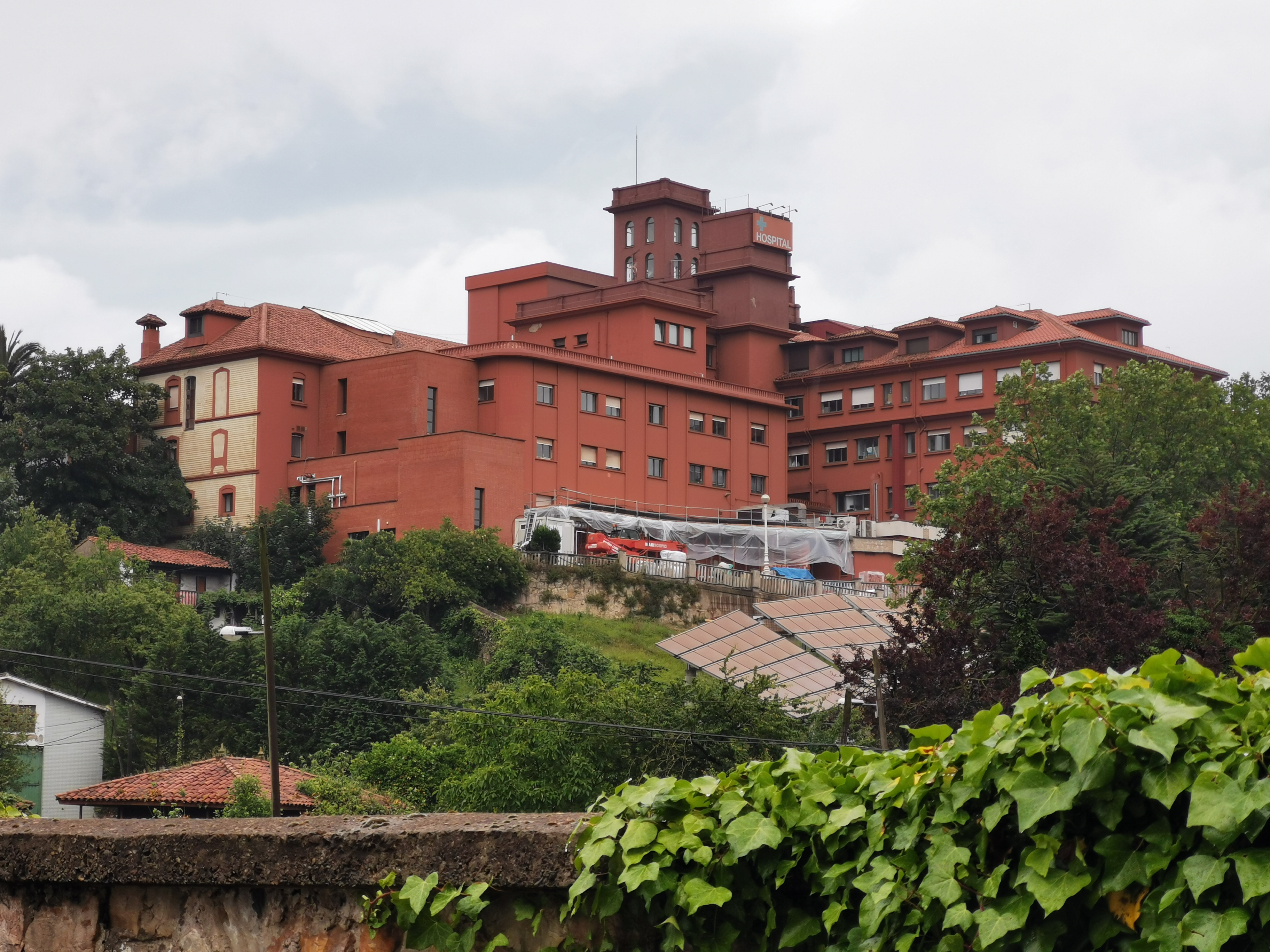
Hospital de Jove, aunque construido en 1947, sus orígenes se remontan a 1804

Gijón pertenece al área V del SESPA junto Carreño y Villaviciosa siendo su hospital principal el Hospital Universitario de Cabueñes. También son relevantes los hospitales concertados de Jove y Cruz Roja así como los privados del Hospital Begoña, Hospital Covadonga y un futuro hospital de Quirón en Nuevo Gijón. En otros edificios destaca la Residencia Mixta en Pumarín, el Centro Sanitario Marítimo, todos los centros de salud ubicados en varios barrios y el gran número de clínicas privadas, algunas con gran prestigio.
La ciudad, aparte de numerosos cementerios parroquiales, cuenta con dos cementerios municipales (su gestión está concesionada a la empresa Cegisa): el cementerio de Ceares, que recibió enterramientos desde 1876 hasta 1999, y, desde aquel año, el cementerio de Deva.

### Empresas municipales
Algunas empresas e instituciones pertenecientes al Ayuntamiento de Gijón son:
- Empresa Municipal de Aguas (EMA): Potabilización y transvase de aguas
- Emtusa: Transporte público
- Emulsa: Limpieza y medio ambiente
- Divertia: Eventos y turismo
- Impulsa: Proyectos y pequeñas empresas
- Vivienda: Gestión de la vivienda pública
- Todos los centros municipales (Incluyen biblioteca, salón de actos etc)
- Cegisa: Gestión de cementerios
- Empresa Mixta de Tráfico: Tráfico y ORA
- Centro de Transportes de Gijón, S.A: Instalaciones de logística en Tremañes
- Policía Local de Gijón: Protección y seguridad
- Bomberos de Gijón: Prevención y extinción de incendios

### Transporte

#### Terrestre
| Tipo de vehículo      | Cantidad | Porcentaje |
| --------------------- | -------- | ---------- |
| Automóviles           | 119 184  | 74,65 %    |
| Camiones y furgonetas | 16 171   | 10,36 %    |
| Motocicletas          | 15 136   | 8,85 %     |
| Autobuses             | 509      | 0,29 %     |
| Tractores             | 786      | 0,55 %     |
| Otros vehículos       | 3557     | 5,45 %     |
| Total                 | 155 363  | 100 %      |

El artículo 7 de la Ley sobre Tráfico, Circulación y Seguridad Vial aprobado por RDL 339/1990 atribuye a los municipios unas competencias suficientes para permitir, entre otras, la inmovilización de los vehículos, la ordenación y el control del tráfico y la regulación de sus usos. Gijón cuenta con una amplia zona azul que se extiende por todo el centro y otros barrios así como con diversas zonas verdes en las que el establecimiento máximo permitido es de 8 horas. Así mismo, gran parte de El Centro y prácticamente la totalidad de Cimadevilla son calles peatonales y de acceso restringido al vehículo privado.

##### Red viaria principal
Gijón cuenta con una buena conexión a la red nacional de autovías y autopistas que la hacen estar bien comunicada con otras ciudades tanto de Asturias como del resto de España.

| Tipo             | Identificador | Denominación                        | Itinerario |
| ---------------- | ------------- | ----------------------------------- | --- |
| Autovías         | A-8           | Autovía del Cantábrico              | Baamonde - Avilés - Gijón - Llanes - Torrelavega - Solares - Bilbao - San Sebastián e Irún                              |
| Autovías         | A-66          | Autovía Ruta de la Plata            | Gijón - Oviedo - Mieres - Pola de Lena - León - Benavente - Zamora - Salamanca - Cáceres - Mérida - Sevilla             |
| Autovías         | GJ-81         | Autopista Acceso Sur a Gijón        | Gijón (Centro ciudad) - Ronda Sur de Gijón (Autovía del Cantábrico A-8 )                                                |
| Autovías         | AS-I          | Autovía Minera                      | Gijón - Pola de Siero - Langreo - Mieres                                                                                |
| Autovías         | AS-II         | Autovía Industrial                  | Gijón - Lugo de Llanera - Oviedo                                                                                        |
| Otras carreteras | N-632         | Carretera Nacional 632              | Canero - Cudillero - Muros del Nalón - Soto del Barco - Avilés - Gijón - Villaviciosa - Colunga - Caravia - Ribadesella |
| Otras carreteras | GJ-10         | Hipotética Ronda Interior de Gijón  | Gijón (Enlace de Tremañes) - El Empalme                                                                                 |
| Otras carreteras | AS-19         | Carretera El Empalme - Avilés       | El Empalme - Prendes - Tabaza - Avilés                                                                                  |
| Otras carreteras | AS-356        | Carretera Gijón - Lloreda por Somió | Gijón - Somió - Lloreda                                                                                                 |
| Otras carreteras | AS-376        | Carretera Carbonera                 | Gijón - Alto de la Madera - Noreña - El Berrón - La Gargantada - Langreo                                                |
| Otras carreteras | AS-377        | Carretera Gijón-Siero               | Gijón - Vega de Poja - Pola de Siero                                                                                    |
| Otras carreteras | AS-381        | Carretera Oviedo-Gijón              | Oviedo - Lugones - Pruvia - Porceyo - Gijón                                                                             |

##### Senderismo

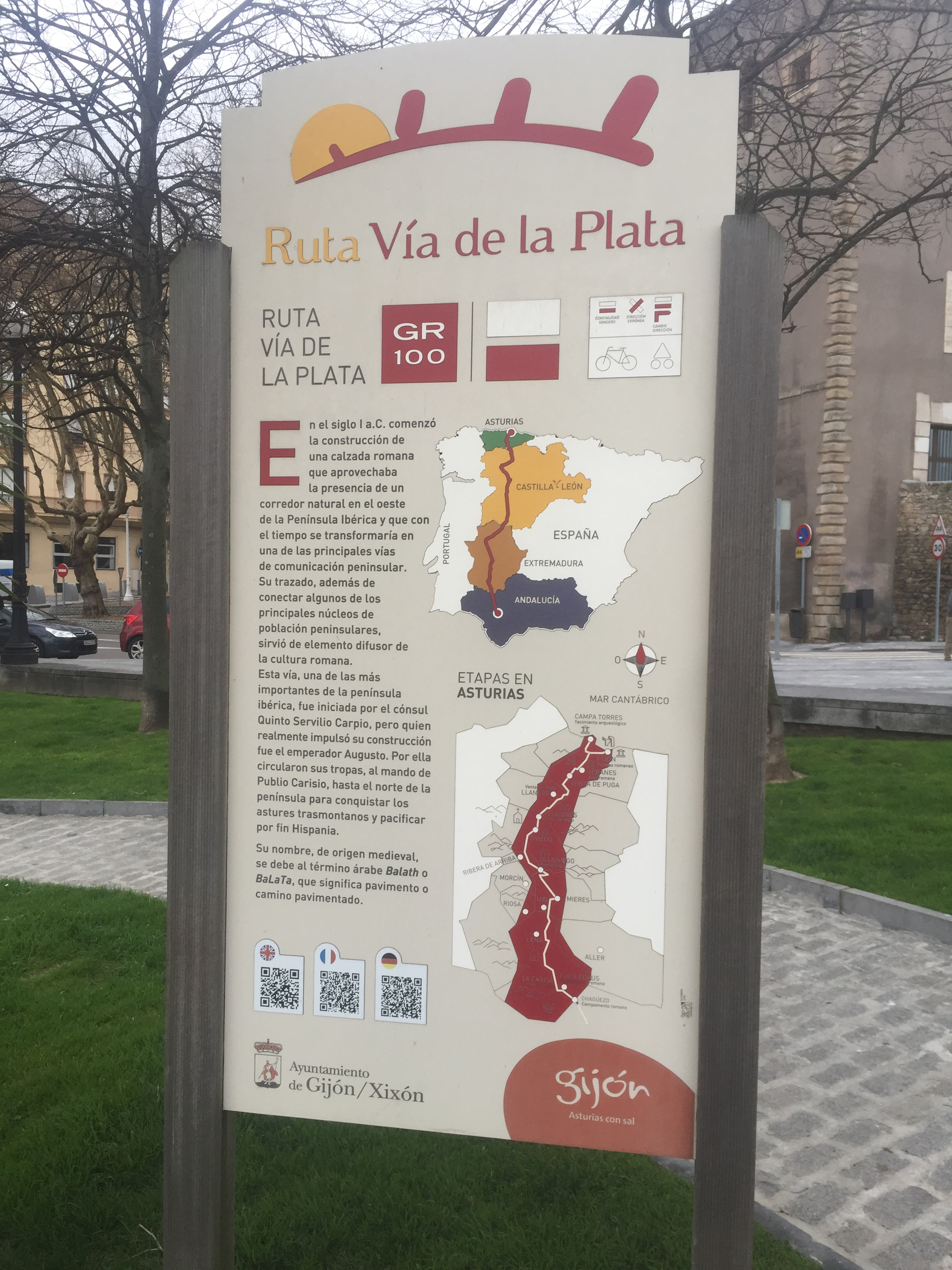
Comienzo del GR-100

En Gijón existen varios senderos homologados, tanto de Gran Recorrido (GR), homologados por la Federación Española de Deportes de Montaña y Escalada, como de Pequeño Recorrido (PR) y Senderos Locales (SL), homologados por la Federación de Deportes de Montaña, Escalada y Senderismo del Principado de Asturias. Los senderos GR-100 (Ruta de la Vía de la Plata) y GR-108 (Travesía Andariega) comienzan en Gijón, mientras que el GR-204 (Senda Costera) lo atraviesa. En cuanto a los PR, hay dos en el municipio, el PR-AS 170 (Ruta del Río Ñora) y el PR AS-118 (Ruta del Fario); y como SL, el SL-AS 9 (Camino de Santa Olaya), el SL-AS 10 (Valle y Arroyo de Rioseco), y el SL-AS 11 (monte Deva).
Otras sendas no homologadas existentes en el concejo son las de Cervigón, la del río Peñafrancia, la del río Piles y la del río Llantones.

###### Camino de Santiago
El Camino de Santiago del Norte (o Camino de la Costa), que en su tramo asturiano coincide con el Sendero Europeo E-9, discurre a lo largo de 19 km por el de Gijón. En el km. 3 se encuentra el actual albergue de peregrinos (servicio que ofrece el campin de Deva). A partir de este lugar, la ruta oficial transcurre por las parroquias de Cabueñes y Somió hasta el río Piles, donde se le une la ruta alternativa de la Senda del Peñafrancía, que habremos podido tomar al poco de salir del campin de Deva. Atravesada la ciudad durante 7 km, el Camino continúa por Veriña y asciende hacia Poago y monte Areo, entrando en el concejo de Carreño.

##### Bicicleta
Gijón cuenta con una red urbana de carriles bici diseñados para poder comunicar algunas zonas de la ciudad entre sí, así como con una vía verde, la Vía verde de la Camocha. Aun así la red presenta deficiencias, especialmente en la comunicación de ejes, para ello; el Ayuntamiento de Gijón planea la construcción de 33 km nuevos de infraestructura ciclista, lo que duplicará la existente a unos 65 km.
Además, la ciudad cuenta desde 2004 con el plan Gijón-Bici, que permite disponer con la tarjeta ciudadana de una bicicleta propiedad del Ayuntamiento. Hay varias bases distribuidas en punto clave de Gijón. En mayo de 2023 entrará un servicio de bicicletas públicas ampliado y modernizado, con hasta 250 bicicletas eléctricas y 47 bases por toda la ciudad. Funcionará con base en sistema de tarifas y abonos, realizándose el pago mediante una aplicación móvil.

##### Autobuses urbanos

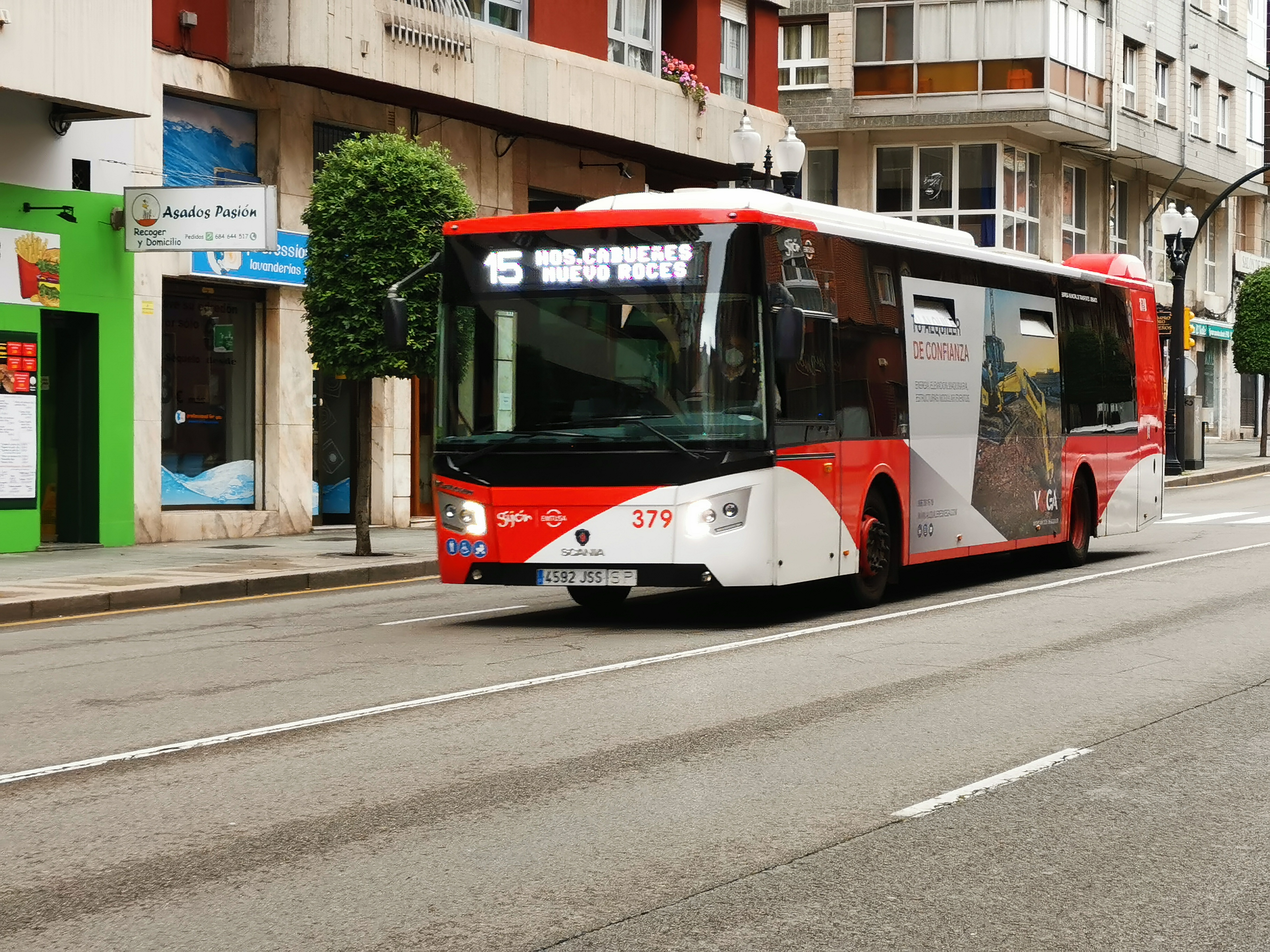
Línea 15 de EMTUSA

El servicio de transporte público de autobuses urbanos de Gijón está a cargo de la empresa Emtusa (Empresa Municipal de Transportes Urbanos S.A.) desde su creación en 1978. Presta servicio al casco urbano de la ciudad así como a sus parroquias rurales y posee una flota de autobuses que recorren 25 líneas de servicio diario, de las que 4 ofrecen servicio nocturno, denominadas búho, que funcionan los fines de semana entre septiembre y junio y de forma diaria en periodo estival. También disponen de servicios especiales cuando existen acontecimientos que así lo requieran en la ciudad, como conciertos, partidos de fútbol, feria de muestras etc. A lo largo de 2019 el servicio fue utilizado por 18 913 049 usuarios, un 1,56 % más que el año anterior.
El pago por la utilización del servicio puede realizarse en efectivo, a través de distintos abonos, tarjeta ciudadana, o la tarjeta CTA y es gratuito para todas las personas menores de 17 años.

##### Autobuses interurbanos
La estación de autobuses de Gijón se encuentra situada entre las calles Magnus Blikstad y Llanes, en Laviada, zona centro de la ciudad y permite la comunicación con otras localidades de Asturias así como a nivel nacional e internacional. Se trata de una estación privada, perteneciente a la compañía ALSA quien la opera en exclusiva o a través de sus filiales. La reducida y antigua estación espera su sustitución por otra de carácter municipal en la Nueva Estación Intermodal.
Existen también otras compañías privadas que operan líneas entre la ciudad y algunos de los concejos vecinos y que efectúan sus salidas o llegadas a la ciudad en alguna de las paradas habilitadas para los autobuses urbanos.

#### Ferrocarril

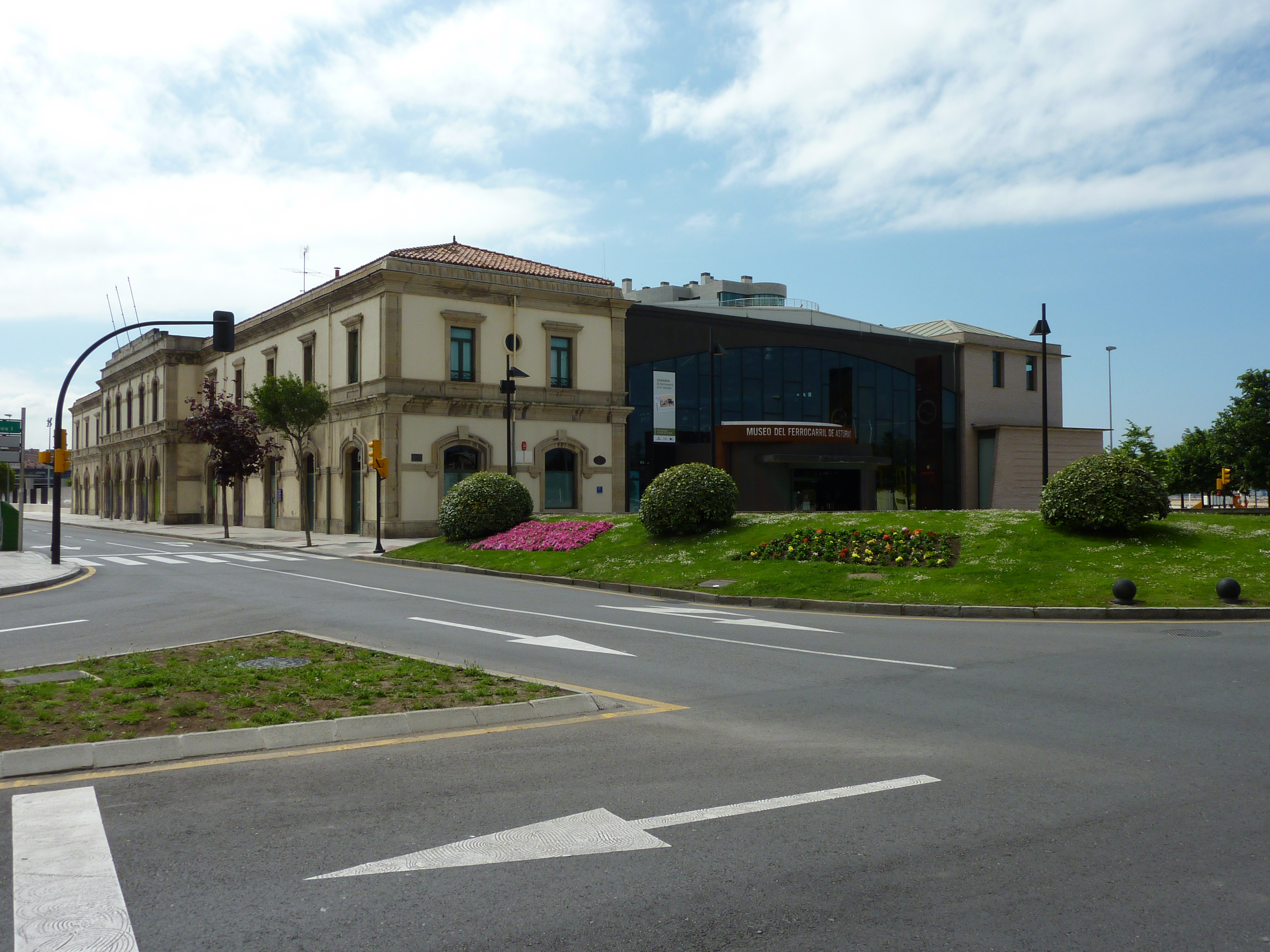
Antigua estación del Norte, actual Museo del Ferrocarril

Gijón cuenta actualmente con una estación de tren principal que se encuentra situada en la calle Sanz Crespo, en el barrio de Laviada. Es una estación provisional, cuya construcción fue motivada por las obras de soterramiento del ferrocarril en la ciudad y la adaptación a la red AVE, que sustituye a las antiguas estaciones de Gijón Cercanías y Jovellanos/La Braña con vistas a la construcción de una futura Estación Intermodal a la altura del parque de Moreda.
De esta estación parten las líneas C-1 de ancho ibérico y C-4, C-5 y C-5a de ancho métrico, pertenecientes a la red de Cercanías Asturias y que unen la ciudad con las principales localidades asturianas. También parten de ella diversos servicios de Alvia que conectan con multitud de destinos nacionales.
Además de esta estación principal existen la estación de La Calzada situada en el barrio homónimo así como diversos apeaderos situados en las distintas parroquias rurales. Cabe destacar que Gijón fue punto de partida y llegada de los trenes del Ferrocarril de Langreo, inaugurado en 1852, siendo así la cuarta línea de tracción de vapor en la península ibérica y la primera de carácter industrial, diseñada para el transporte de carbón de las minas de Langreo y Siero hasta el puerto de la ciudad. La antigua Estación del Norte, que fue en su día la principal de la ciudad es actualmente el Museo del Ferrocarril de Asturias.

#### Marítimo

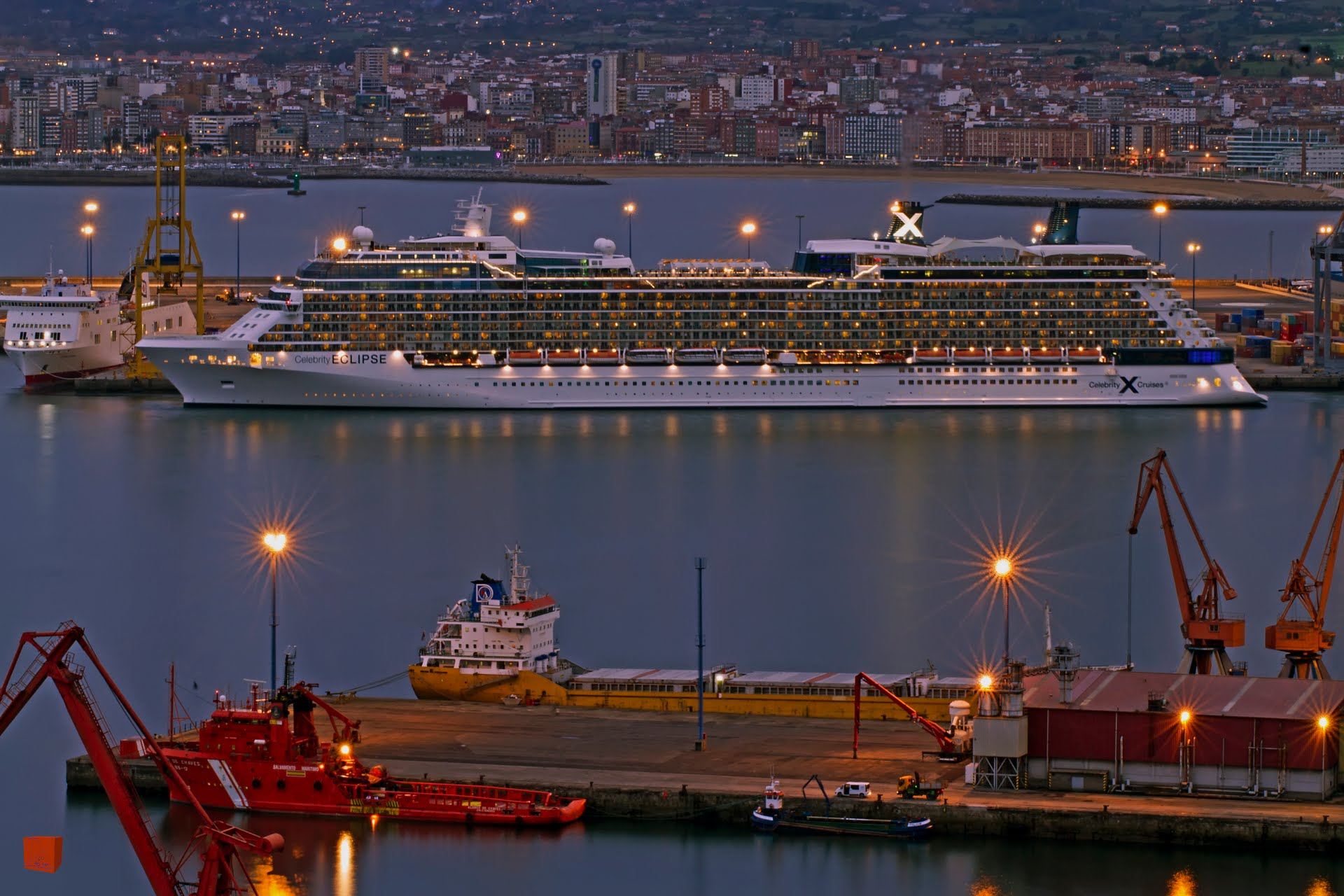
Puerto de El Musel desde la Campa de Torres

El puerto cuenta con actividades comerciales, transporte de mercancías y actividad pesquera, siendo el primer puerto granelero español, el sexto en la clasificación general y el cuarto en cuanto a resultados de explotación. Su órgano rector es la Autoridad Portuaria de Gijón, de la que también depende el puerto deportivo.

#### Aéreo
El aeropuerto de Asturias, que entró en servicio en 1968 es el único de la comunidad autónoma y por tanto el que da servicio al concejo, se encuentra situado en el término municipal de Castrillón, a 38 km de la ciudad y comunicado por autovía, existiendo también servicios de autobús cada hora. En 2022, tras sufrir un gran incremento en sus cifras, logró recuperar el tráfico previo a la pandemia de COVID-19 y fue utilizado por 1 454 763 pasajeros.

## Patrimonio

### Arquitectura civil

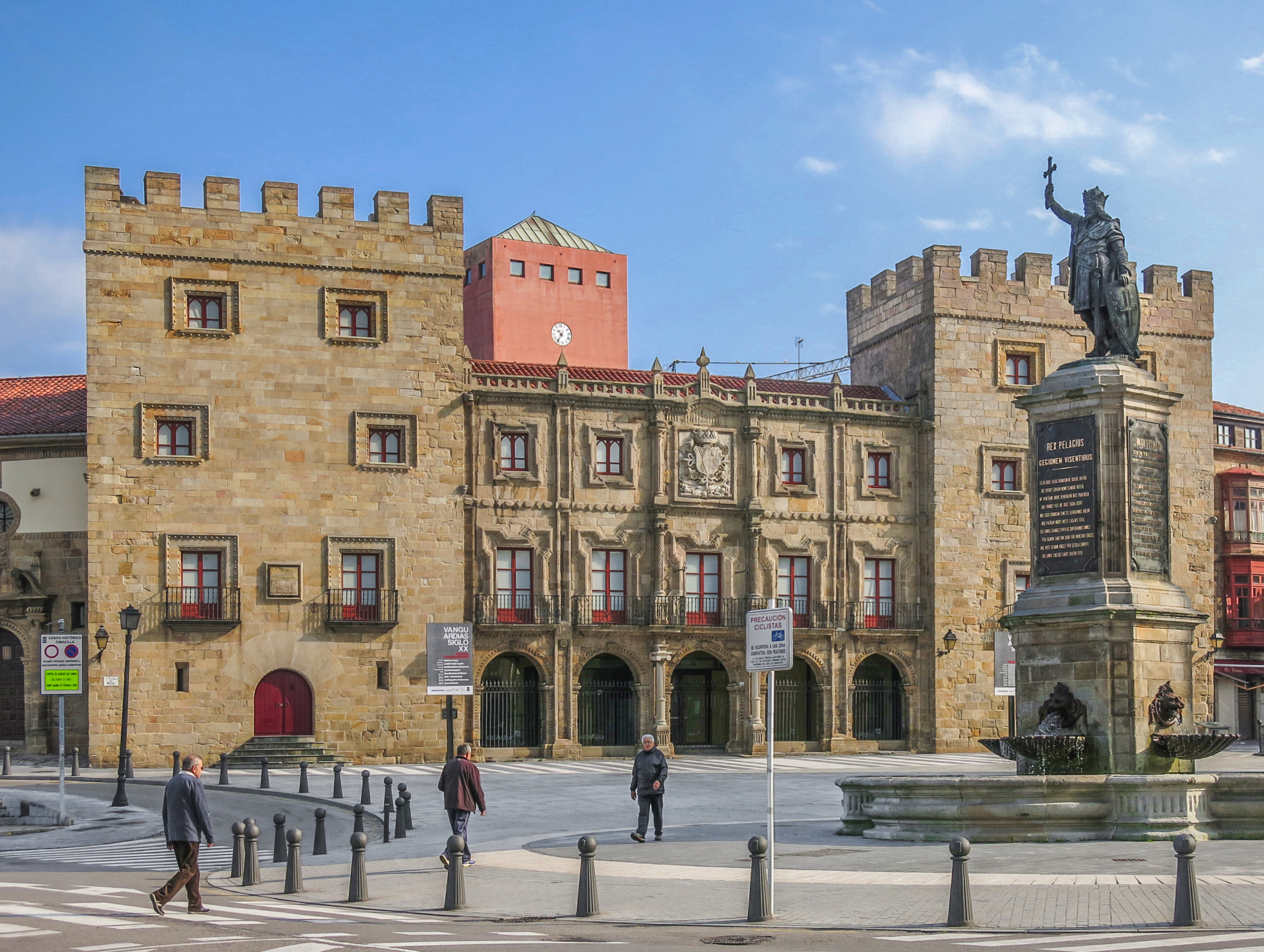
Palacio de Revillagigedo

Gijón cuenta con una amplia arquitectura civil, destacando la Universidad Laboral de Gijón (1955) como su edificio más representativo. En su extenso catálogo de patrimonio urbanístico podemos encontrar edificios como el palacio de Revillagigedo,, del siglo XVIII, la casa consistorial (Coello, 1865), la plaza de toros de El Bibio (1888), el Banco de Gijón (Bellido, 1902), la Escuela de Comercio (Del Busto, 1915), Solavieya (1918), La Gota Leche (De la Cruz, 1925), La Escalerona (Fernández-Omaña, 1933), la Casa Rosada (1940), la Casa Sindical (Somolinos, 1966) o el Palacio de Deportes (Arroyo, 1992).

### Arquitectura religiosa

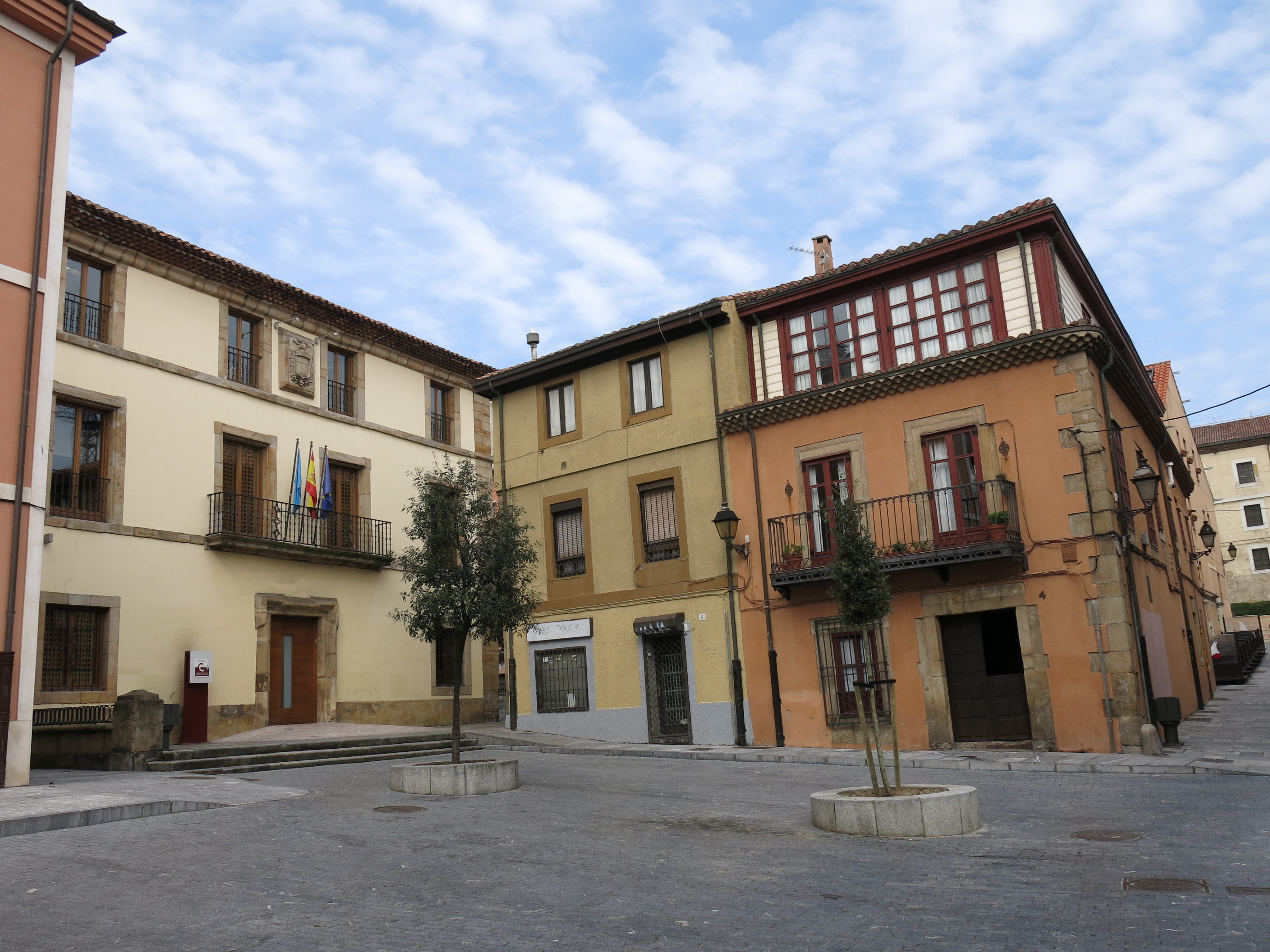
Barrio de Cimadevilla, casco histórico de la ciudad

En Gijón existen varias iglesias, destacando las tres «históricas»: San Pedro (Somolinos, 1955), San José (Bustelo, 1954) y San Lorenzo (Bellido, 1901). Asimismo, hay una basílica construida en 1918 y apodada La Iglesiona y un santuario, el de Nuestra Señora de Contrueces (1660).

### Esculturas
Gijón cuenta con numerosas obras de arte que adornan sus zonas públicas. Entre ellas se encuentran los monumentos a Don Pelayo, Jovellanos, Fleming, Isabel la Católica, Octavio Augusto, Manolo Preciado y Quini. Otras esculturas destacables son la madre del emigrante, Elogio del horizonte, Diana cazadora, las dríadas, alegoría, maternidad, cauce de energía, espacio exterior, nordeste, obelisco, paisaje germinador, sentimientos, solidaridad, sombras de luz, sin título, torre de la Memoria, árbol de la sidra, las letronas y los homenajes a Galileo Galilei y Rambal.

### Espacios naturales

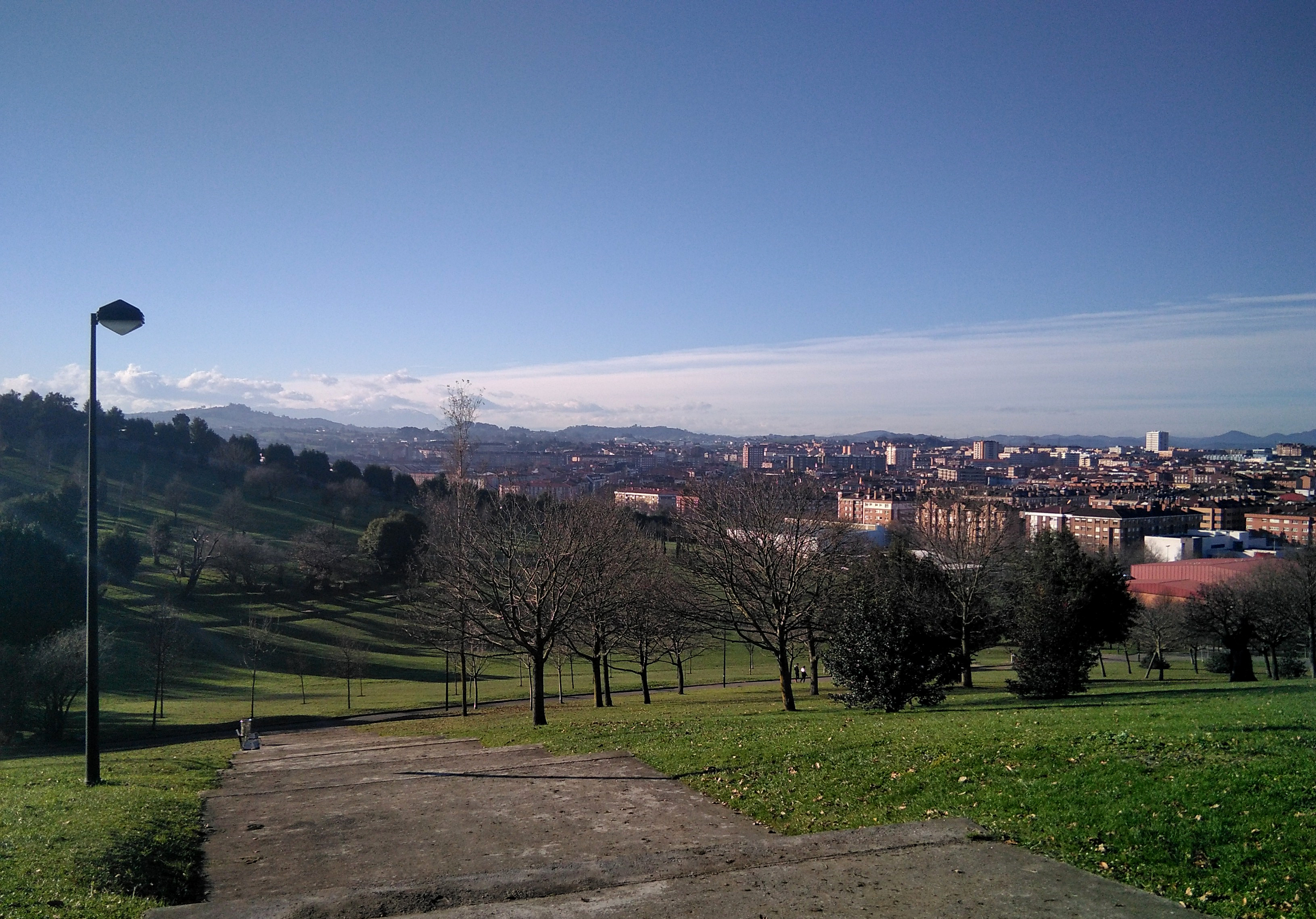
Los Pericones, el mayor parque urbano de la ciudad

- Parque de Los Pericones, el mayor de la villa.
- Cerro de Santa Catalina, con la escultura Elogio del Horizonte, de Eduardo Chillida
- Parque de Isabel la Católica
- Jardines del Tren de la Libertad (conocidos como «El Solarón»)
- Monte Deva
- Playa de San Lorenzo, playa de Poniente, playa del Arbeyal, Mayanes, Cervigón, Peñarrubia, Serín, Estaño y La Ñora

## Cultura

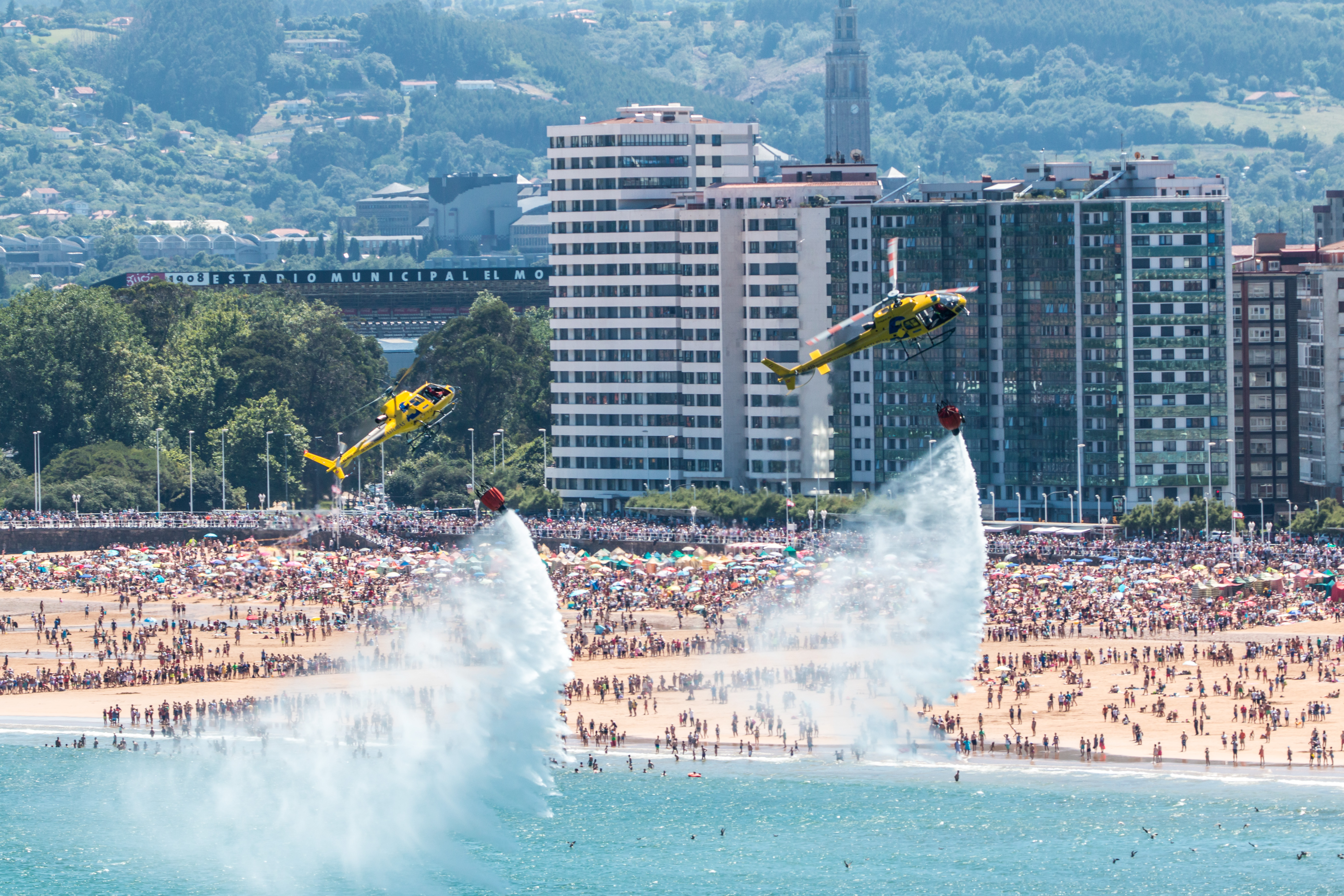
Festival aéreo de Gijón

La actividad cultural es muy amplia, y hace especial hincapié en la formación pública. Desde 1981 existe una Universidad Popular con talleres y cursos, así como una red de centros sociales y bibliotecas en cada barrio. Tienen especial importancia el Ateneo Jovellanos, institución liberal fundada en 1953 con el impulso del catedrático y político Torcuato Fernández-Miranda, el Ateneo Obrero de Gijón, una entidad cultural con más de cien años de vida, Ateneo de la Calzada, el Antiguo Instituto Jovellanos y un futuro centro cultural en Cimadevilla, la Tabacalera.
Se realizan actividades culturales todo el año, que aumentan considerablemente en los meses de verano, sobre todo en agosto por las fiestas de la Asunción (15 de agosto), con fiestas, música y teatro, que complementan la programación continua del Teatro Municipal Jovellanos.
Entre los actos consolidados en la ciudad podemos destacar:

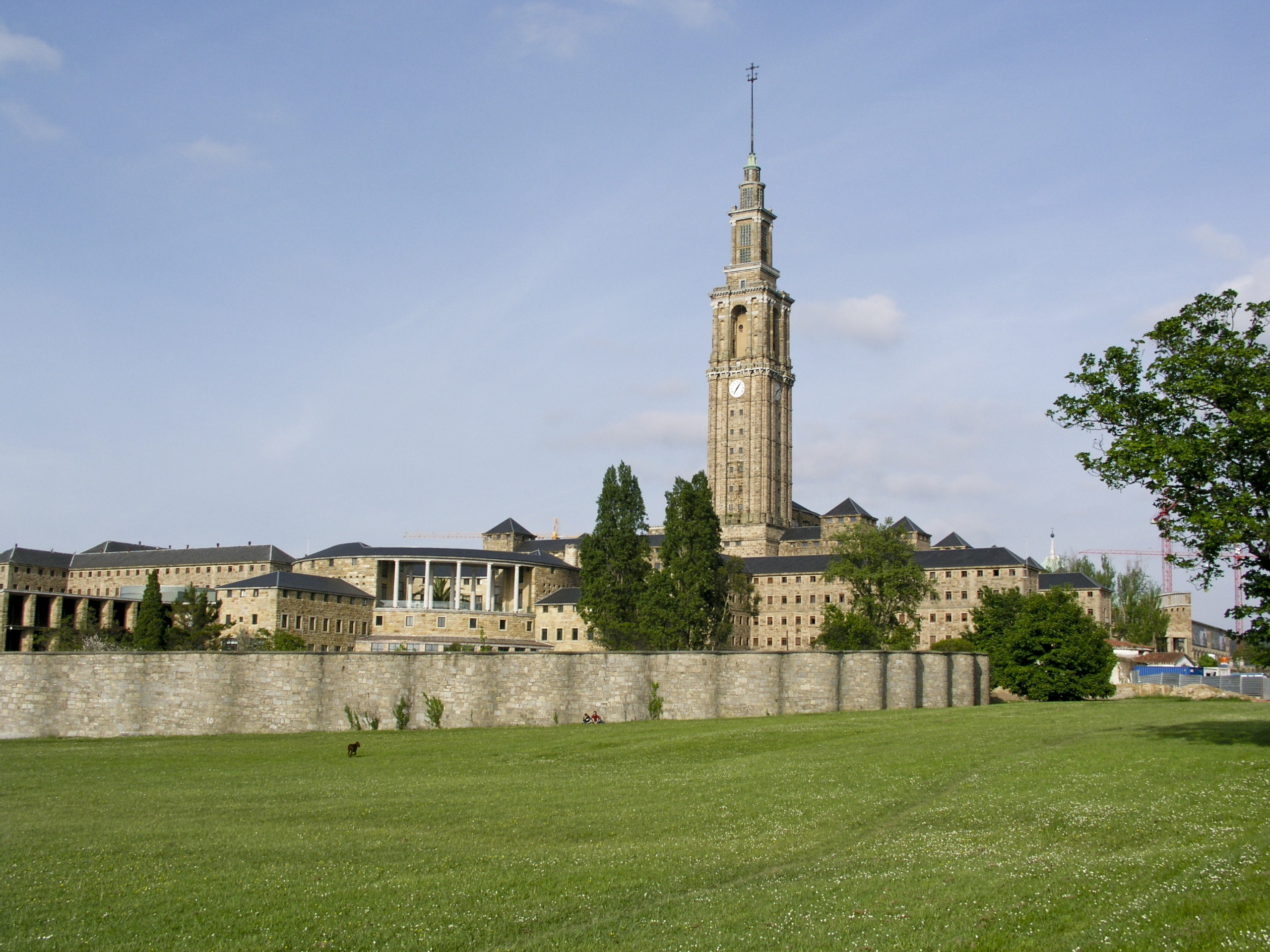
Universidad Laboral de Gijón

- Universidad Laboral de Gijón FETEN Feria Europea de Teatro para niños, en febrero.
- L.E.V. Festival · Laboratorio de Electrónica Visual · Festival Internacional de Creación Audiovisual de Gijón, a principios de mayo.
- Feria del Libro de Gijón - FELIX, en junio
- Metrópoli Gijón, Festival Media de Cultura y Entretenimiento de Gijón, incluyendo una Cómic-Con, que se celebra a finales de junio en el recinto ferial.
- La Semana Negra, en julio.
- El Festival aéreo Internacional en julio.
- Festival Arco Atlántico, en julio
- Festival Folclórico Internacional, finales de julio.
- Feria Internacional de Muestras de Asturias (FIDMA), en agosto.
- El Festival Internacional de Cine de Gijón (FICX), a finales de noviembre.
- Encuentro literario La Arribada.

Los centros municipales programan en sus sedes todo tipo de espectáculos, destaca la cita con el jazz que se celebra al menos una vez al mes en el Antiguo Instituto bajo el nombre Jazz en el Centro. Desde 2006, la ciudad cuenta con un coro de voces blancas conocido en toda la región, los Niños Cantores de Gijón, que ofrecen anualmente conciertos de diferentes iglesias y parroquias de la ciudad, tales como San José, Nuestra Señora de Fátima o San Nicolás de Bari entre otros.

### Museos

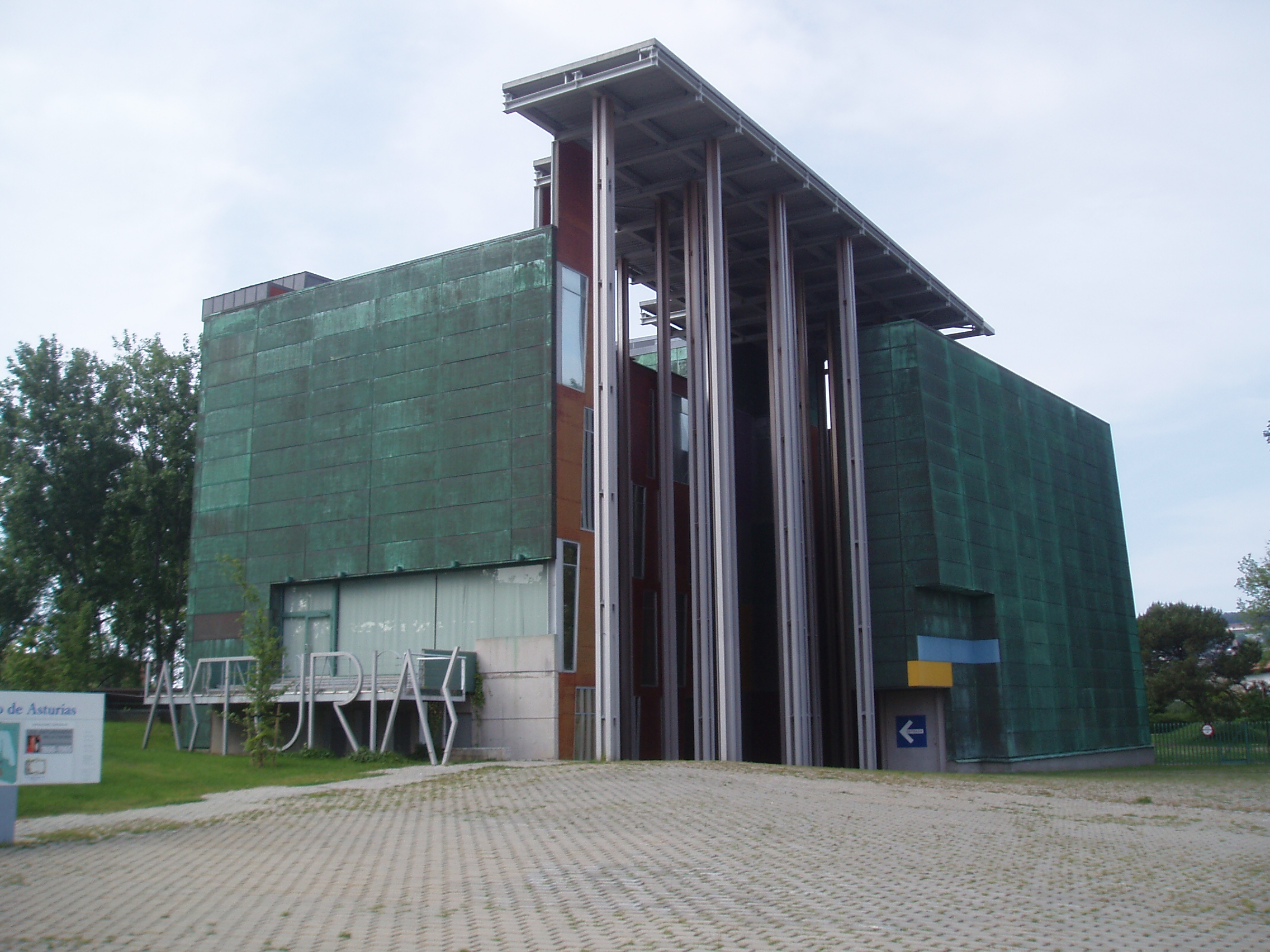
Pabellón del Principado en la Exposición Universal de Sevilla en 1992, actualmente parte del Museo del Pueblo de Asturias

En Gijón existen gran número de museos:
- Historia: En Gijón existen varios museos sobre su propia historia como las Termas romanas de Campo Valdés, la Villa romana de Veranes, el parque arqueológico de la Campa Torres y la Ciudadela de Celestino Solar; así como otros dos sobre la historia de Asturias: el Museo del Ferrocarril de Asturias y el Museo del Pueblo de Asturias, que incluye el Museo de la Gaita.
- Arte: Hay varios museos que exponen, principalmente, colecciones de un solo pintor: Museo Barjola, Museo Nicanor Piñole y Museo Evaristo Valle así como uno de arte contemporáneo, el centro LABoral de Arte y Creación Industrial y otro más generalista, el Museo Jovellanos, cuyos grandes fondos serán expuestos en parte en el museo proyectado de Tabacalera, formando la mayor pinacoteca de la ciudad.[141]
- Naturaleza: Destacan el jardín botánico y el Acuario de Gijón, orientados a la flora y fauna cantábrica.

### Cine y teatro
José Luis Garci grabó a principios de la década de 1980 la mayor parte del metraje de Volver a empezar, película que posteriormente obtendría un Oscar de la Academia a la mejor película extranjera. A principios de la década de 1990 hubo un auge de bandas de música indie en la villa, que se conoció como el Xixón Sound. También la comedia La gran aventura de Mortadelo y Filemón fue grabada en parte en la Ciudad de la Cultura de Gijón, conocida como la Universidad Laboral en la parroquia de Cabueñes. En 2006, la ciudad albergó el rodaje íntegro de la película de los hermanos Ulloa, Pudor. Y en 2009, la Laboral y sus alrededores se convertirían en Oxford para la película de Fernando González Molina, Fuga de Cerebros. En 2019 también se rodó en Gijón (concretamente en la Quinta Bauer en Somió, RCAR, calle Corrida y en el bar restaurante El Globo, entre otras localizaciones) la película Si yo fuera rico de Álvaro Fernández Armero para Mediaset y Telecinco.

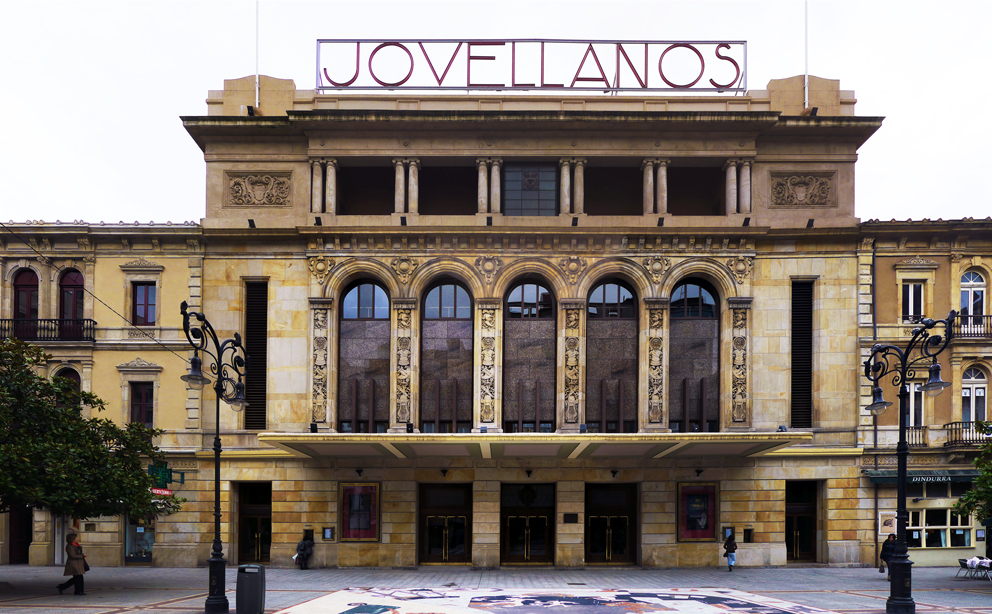
El teatro Jovellanos, paseo de Begoña

Asimismo existen en la villa numerosos grupos tanto profesionales entre los que se cuentan a Higiénico Papel, Teatro del Norte, Teatro Margen, Konjuro teatro... así como grupos amateur como Atrebil, Compañía asturiana de comedias, Electra, G con G, La capacha, La Galerna, La Peseta, Rosario Trabanco, Telón de Fondo, Trama y Traslluz. Todos ellos tanto unos como otros conocidos fuera de los límites de la villa, como de la provincia asturiana, recibiendo premios y menciones.
Destacan los siguientes teatros:
- Teatro Jovellanos, teatro construido en 1899 bajo el nombre de Teatro Dindurra. En 1936 sería destruido y abriría en 1942 rebautizado Teatro Jovellanos. En 1995 y 2010 recibe sendas reformas integrales que reafirman al edificio como uno de los máximos exponentes de la cultura pública gijonesa.[142]
- Teatro de La Laboral, teatro ubicado en el antiguo auditorio de la Universidad Laboral con extenso programa cultural y capacidad para 2000 personas.[143]

### Literatura
Gijón destaca por albergar la Semana Negra, que se celebra anualmente desde 1988, año en que el escritor asturmexicano Paco Ignacio Taibo II la organizó por primera vez, como un acontecimiento cultural que serviría de marco a un encuentro del ejecutivo de la Asociación Internacional de Escritores Policíacos, (AIEP).
Existe también una feria del libro: FELIX (FEria del LIbro de Xixón), que se celebra durante el mes de junio en el paseo de Begoña y la calle Tomás y Valiente.

### Gastronomía
Podemos destacar dentro de la comida clásica, como primeros, les fabes, las reinas en la cocina asturiana, ya sea en la conocidísima fabada asturiana con compango (chorizo, morcilla asturiana y lacón), como con almejas, centollo, con caza, etc y el pote asturiano. En los segundos, el puerto aporta sabrosos pescados y mariscos del Cantábrico con el que se realizan recetas tradicionales como la chopa a la sidra, besugo a la espalda, ventresca de bonito o los oricios, aunque también tienen su importancia los platos de carne de las parroquias del interior como la ternera o el pitu de caleya. Los postres típicos son el arroz con leche, tarta charlota, tarta gijonesa, biscuit Gijón, bombones de sidra de. Debería resaltarse que las «princesitas» siguen realizándose de forma artesanal.
Gijón es cantera también de jóvenes cocineros que han rejuvenecido la cocina asturiana gracias a la Escuela de Hostelería de Gijón, en el paseo de Begoña.

### Deportes

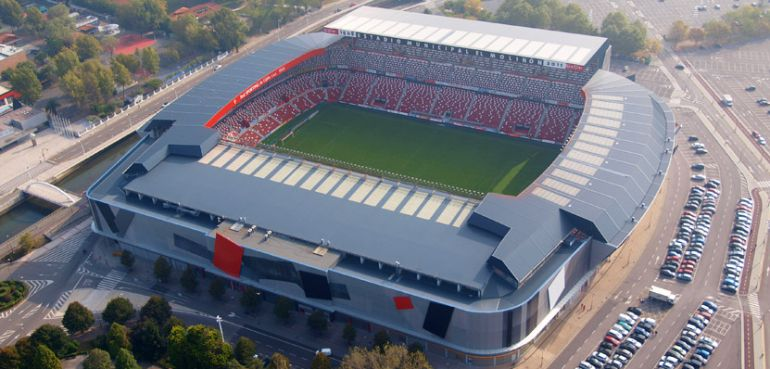
Estadio de fútbol El Molinón

La villa cuenta con uno de los equipos históricos del fútbol español, el ya centenario Real Sporting de Gijón. Juega en el estadio de fútbol de propiedad municipal de El Molinón, que es el más antiguo de España (construido en el año 1908). En hockey sobre patines cuenta con el Club Patín Gijón Solimar, cuyo equipo femenino participa en la OK Liga Femenina y ha conquistado tres títulos de liga, cuatro Copas de la Reina y cinco Copas de Europa. Contó con un equipo de baloncesto, el Gijón Baloncesto, que estuvo en la liga ACB cuatro temporadas, tres de ellas consecutivas. En la actualidad sus principales equipos son el Círculo Gijón Baloncesto y Conocimiento, que milita en LEB PLATA, y el Gijón Basket, que milita en liga EBA.
En rugby Gijón está representado por el Calzada Rugby Club -heredero del desaparecido Club de Rugby Revillagigedo, impulsado por el entrenador Jaime Fernández Lastra, el más antiguo de los clubes de rugby de Asturias, que jugó su partido inaugural en los Campos de Rugby de la Universidad Laboral contra el actual campeón de España el VRAC Quesos Entrepinares de Valladolid, heredero a su vez del equipo GF de Valladolid, el 24 de enero de 1965- y el Gijón Rugby Club- Universidad de Oviedo, heredero también de la Sección de Rugby del Real Sporting de Gijón que llegó a jugar en la División de Honor del Rugby Nacional en el año 1979 en el mítico desaparecido campo de Viesques en donde se enfrentó en partido amistoso a la selección absoluta de País de Gales en 1983, y en fútbol americano por los Gijón Mariners. En béisbol por El Llano Béisbol Club. En balonmano por el Club Balonmano Gijón, el Gijón Jovellanos y el Club Balonmano La Calzada. En lacrosse por el Club Deportivo Unihockey Gijón y en vela el Real Club Astur de Regatas siendo la
deportista más laureada Ángela Pumariega Menéndez obteniendo en los Juegos Olímpicos de Londres 2012 la medalla de oro en la clase Elliott 6 m; en golf el Real Club de Golf de Castiello; en natación el Club Natación Santa Olaya; en tenis el Real Club de Tenis de Gijón; en deportes ecuestres el Club Hípico Astur; y en gimnasia rítmica el Club Rítmica Galaica, son otros destacados clubes deportivos de Gijón, mientras que el Real Grupo de Cultura Covadonga es una de las sociedades polideportivas más importantes de España. Cuenta con casi 37 000 socios y unas instalaciones punteras en materia deportiva que hacen de la entidad un fenómeno social a nivel nacional. Siendo uno de los deportistas surgidos en sus canteras Pablo Carreño Busta, que el 11 de septiembre de 2017 entró en el top 10 de la clasificación mundial tras alcanzar las semifinales del Abierto de Estados Unidos.
Una de las competiciones deportivas más importantes que se celebran en Gijón es el Concurso de Saltos Internacional de Gijón, que se celebra en el complejo deportivo Las Mestas. Desde 1995, exceptuando el año 2008 por motivos de promoción de la candidatura olímpica de Madrid 2016, Gijón es la sede del CSIO***** de España (Concurso de Saltos Internacional Oficial de España), si bien el primer CSIO celebrado en Gijón, fue en el año 1987. La celebración del CSIO, conlleva que Gijón sea sede de una de las pruebas de la Copa de las Naciones de Saltos durante el transcurso de la competición. Desde 1942 se celebra el concurso gijonés.
Otro deporte muy practicado es el llamado patinaje de velocidad sobre patines en línea. Aunque, es este caso, sobre ruedas. En Gijón hay al menos media docena de equipos (AD Astur Patín, Club Patín Pelayo, Club Patín Costa Verde, Club Patín Enol y Calzada Tejanort) que hacen que los patinadores asturianos alcancen un nivel nacional en las competiciones que se suceden a lo largo del año, sobre todo en los meses de primavera y verano. Precisamente, Gijón acogió el Mundial de Patinaje de Velocidad en septiembre de 2008.
En 2016 recibió, junto con otros 18 municipios europeos (Las Rozas de Madrid, Melilla, Setúbal, Stoke-on-Trent, Tilburgo, Pisa, Molfetta, Rávena, Crema, San Giovanni Lupatoto, La Spezia, Saronno, Scafati, Chalon-sur-Saône, Košice, Krško, Liepāja y Ruse) el galardón de Ciudad Europea del Deporte, que otorga la Federación Europea de Capitales y Ciudades del Deporte (European Capitals and Cities of Sport Federation -ACES- en inglés).

### Fiestas
- Carnaval/Antroxu:

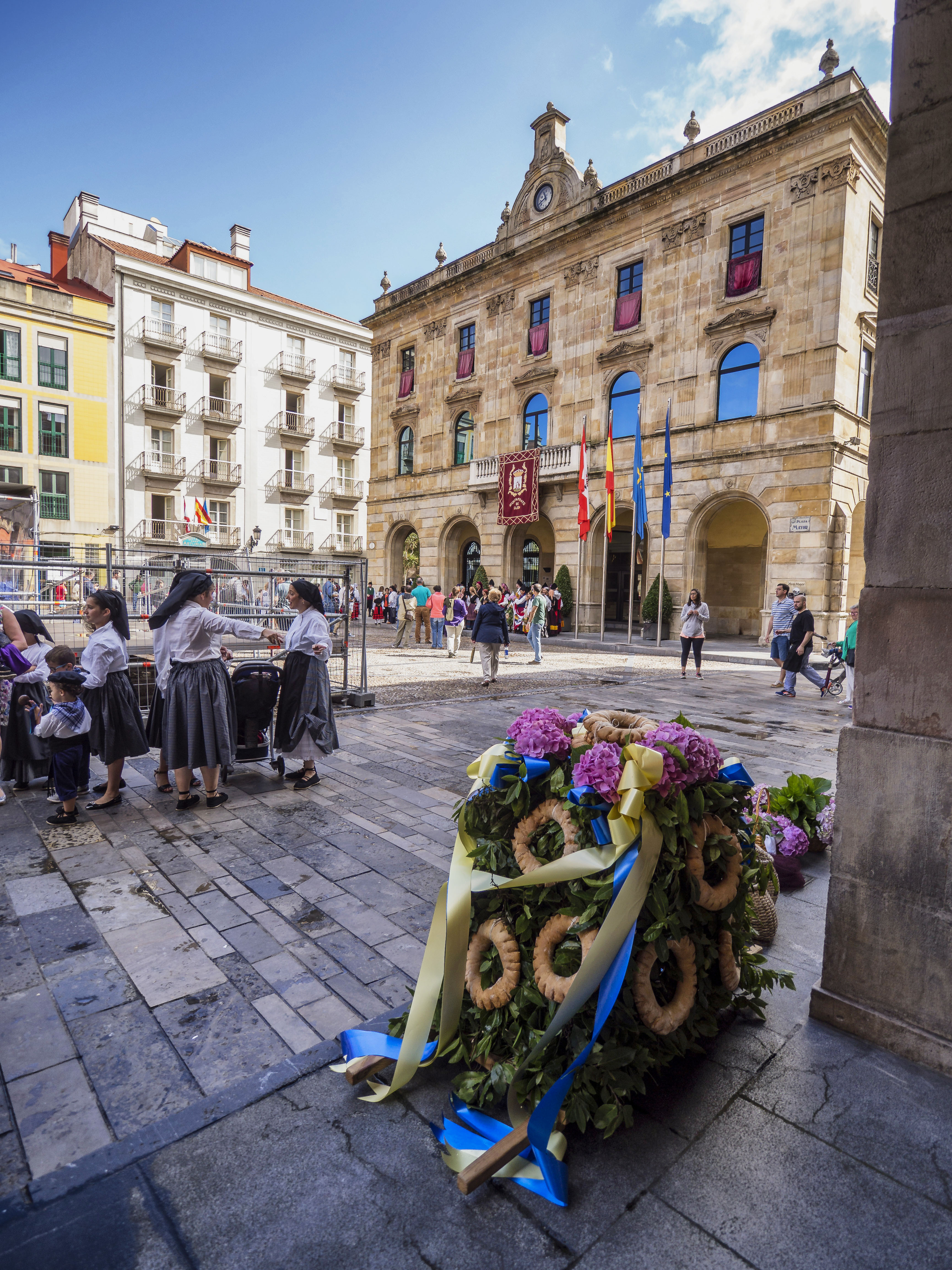
Día de Asturias en Gijón

Fiesta de interés turístico regional. Se celebra generalmente en el mes de febrero, comienza con el popular jueves de Comadres y se alarga hasta el martes de carnaval. Durante todos estos días se celebran en la ciudad concursos de disfraces, charangas... pasacalles, el famoso desfile del lunes de carnaval y la fiesta finaliza el martes de carnaval, con la lectura del testamento y el entierro de la Sardina. Durante las jornadas de fiesta se pueden degustar los típicos platos asturianos de estas fiestas en numerosos restaurantes de la ciudad (Pote Asturiano, Frixuelos, Picatostes...)
- San Pedro:

Fiesta dedicada al patrono de la ciudad, San Pedro, celebrada el 29 de junio. Durante la jornada se celebra con la bendición de las aguas y con una jornada campestre típicamente asturiana en los jardines del museo del Pueblo de Asturias. Como día grande, se entregan las medallas de la ciudad, así como los nombramientos de hijos predilectos y adoptivos.
- Día de Asturias en Gijón:

Fiesta de interés turístico nacional. Se celebra el primer domingo de agosto. Durante la jornada se celebra una jira en el cerro de Santa Catalina. Ya por la tarde se realiza un desfile de diversos grupos folclóricos y con numerosas carrozas, que va desde los Jardines del Náutico hasta el estadio de El Molinón.
- Semana Grande:

Las fiestas se celebran en torno a la festividad de la Asunción de la Virgen, el 15 de agosto, día de fiesta local. Se la conoce popularmente como «Semanona». Durante las jornadas festivas se celebran en la ciudad conciertos gratuitos todos los días. Cada día se celebran dos conciertos, uno en la plaza Mayor y el otro en el escenario de la playa de Poniente. Además durante las jornadas de Semana Grande, se celebra la feria taurina de Nuestra Señora de Begoña, en la plaza de toros de El Bibio. Las jornadas festivas coinciden también con la celebración de la Feria Internacional de Muestras de Asturias (FIDMA). El certamen ferial se lleva a cabo en el Recinto Ferial Luis Adaro situado en la margen derecha del río Piles, frente al estadio El Molinón. El 15 de agosto es el día grande de las fiestas. Durante la noche del día 14 al 15, se celebra el tradicional espectáculo de fuegos artificiales. En principio está dirigido para ser observado en la playa de San Lorenzo, pues los fuegos de artificio se lanzan desde el cerro de Santa Catalina, pero se pueden observar perfectamente desde numerosos puntos de la geografía gijonesa (playa de Poniente, parque de la Providencia...), durante la mañana del día 15 se celebra la tradicional Danza Prima en la playa de San Lorenzo y posteriormente el famoso Restallón, una descarga de voladores de unos 15 minutos, que ponen fin a las fiestas de Gijón.
En torno a esta festividad existen diferentes polémicas, que sitúan a la Virgen de Begoña como patrona de la ciudad, cuando el único patrón es San Pedro (declarado como tal en 1630 por el papa Urbano VIII) y por otro lado, el de la verdadera advocación mariana de la ciudad que le correspondería a la virgen del Santuario de Nuestra Señora de Contrueces.
- Fiesta de la Sidra Natural.

Fiesta de interés turístico regional. Se celebra el último fin de semana de agosto, de viernes a domingo. Durante ese fin de semana se instalan numerosos mercadillos de los principales llagares de sidra asturianos a lo largo de la plaza Mayor y del Puerto Deportivo de Gijón. Durante las fiestas se celebran concursos, degustaciones, muestras de folclore asturiano, etc. El momento principal de la fiesta es el de escanciado simultáneo de Sidra, que se produce cada año en la playa de Poniente durante el domingo de cada festival, en el que se busca superar el número de participantes de la edición anterior.
- Fiestes de prau y romerías tradicionales.

Durante todo el verano, las parroquias del municipio de Gijón celebran sus fiestas patronales. Son las conocidas Fiestes de Prau y Romerías Asturianas. Estas fiestas, muy típicas en Asturias, se celebran en grandes fincas, al aire libre, con barracas, puestos de comida y sidra; suelen contar con orquesta, concursos, juegos para niños, etc. La celebración varía según la parroquia (junio: Castiello, Cabueñes, Mareo; julio: Porceyo, Ceares, Granda, Somió; agosto: Deva, Roces, Fano).

### ONG y movimientos sociales
Gijón siempre ha sido una ciudad muy activa. Muchas asociaciones, fundaciones y movimientos no formales son referentes en el ámbito social:
- Asociación Cuantayá
- Asociación Juvenil Abierto Hasta el Amanecer
- Ateneo Obrero de Gijón[155]
- Centro de Iniciativas, Solidaridad y Empleo
- Federación de Asociaciones Juveniles de Gijón o Conseyu de la Mocedá de Xixón (CMX)[156]
- Fundación Albergue Covadonga[157]
- Fundación Hogar de San José
- Fundación por la Acción Social Mar de niebla[158]
- Fundación Siloé
- Una Ciudad para todos
- ONG Ningún niño sin cenar

### Medios de comunicación

#### Periódicos
- La Voz de Gijón
- El Comercio
- La Nueva España (edición local)

#### Emisoras de radio
- SER Gijón (96.5 FM).
- LOS40 Gijón (88.3 FM).
- Cadena Dial Asturias (91.1 FM)
- LOS40 Classic Asturias (88.9 FM)
- Onda Cero Gijón (93.5 FM).
- Europa FM Asturias (97.0 FM)
- RNE 1 Gijón (99.2 FM).
- Radio 3 Gijón (102.0 FM)
- Radio Clásica Gijón (98.5 FM).
- RNE 5 - Asturias Gijón (89.9 FM).
- RPA Gijón (100.5 FM).

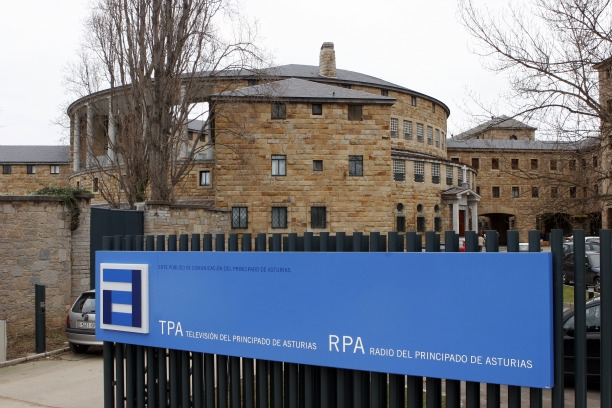
Instalaciones de la RTPA en la Universidad Laboral de Gijón

- Kiss FM (España) Gijón (105.8 FM).
- Hit FM Gijón (91.8 FM).
- Radio Kras Gijón (105.0 FM).
- Cadena 100 Asturias (103.6 FM).
- COPE Gijón (94.8 FM /882 AM).

#### Cadenas de televisión
- Radiotelevisión del Principado de Asturias (cadena autonómica).
- Canal 10 TV (cadena local perteneciente al diario El Comercio cerrada en 2021).

## Ciudades hermanadas
Gijón en la actualidad se encuentra hermanada con las siguientes ciudades:
- Albuquerque, Estados Unidos
- La Habana, Cuba
- Niort, Francia
- Novorossiysk, Rusia
- Puerto Vallarta, México
- Smara, Sahara Occidental
- Yantai, China[160]